# Рельсовый автобус

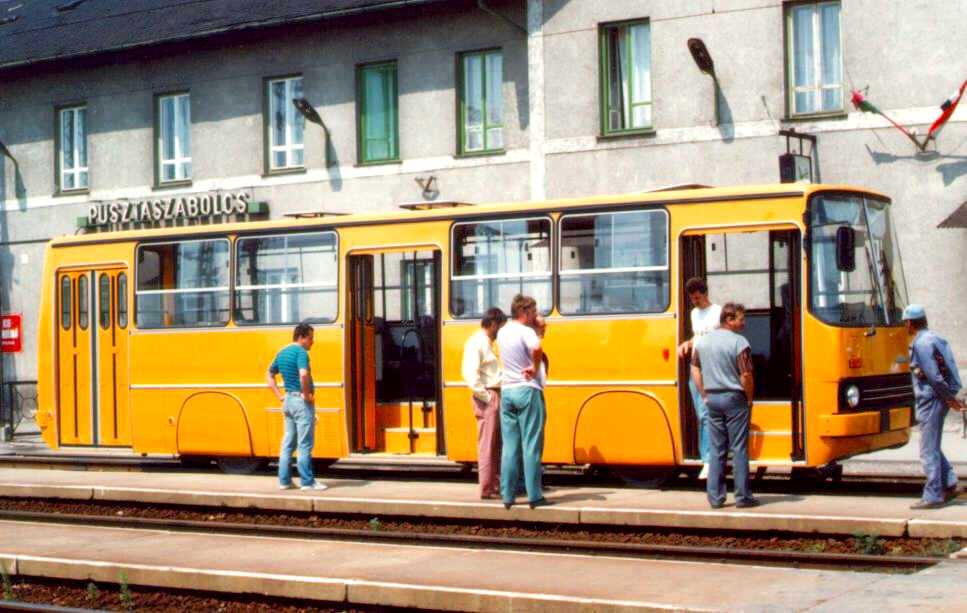
Рельсовый автобус (на базе шоссейного автобуса Ikarus-260) в Венгрии

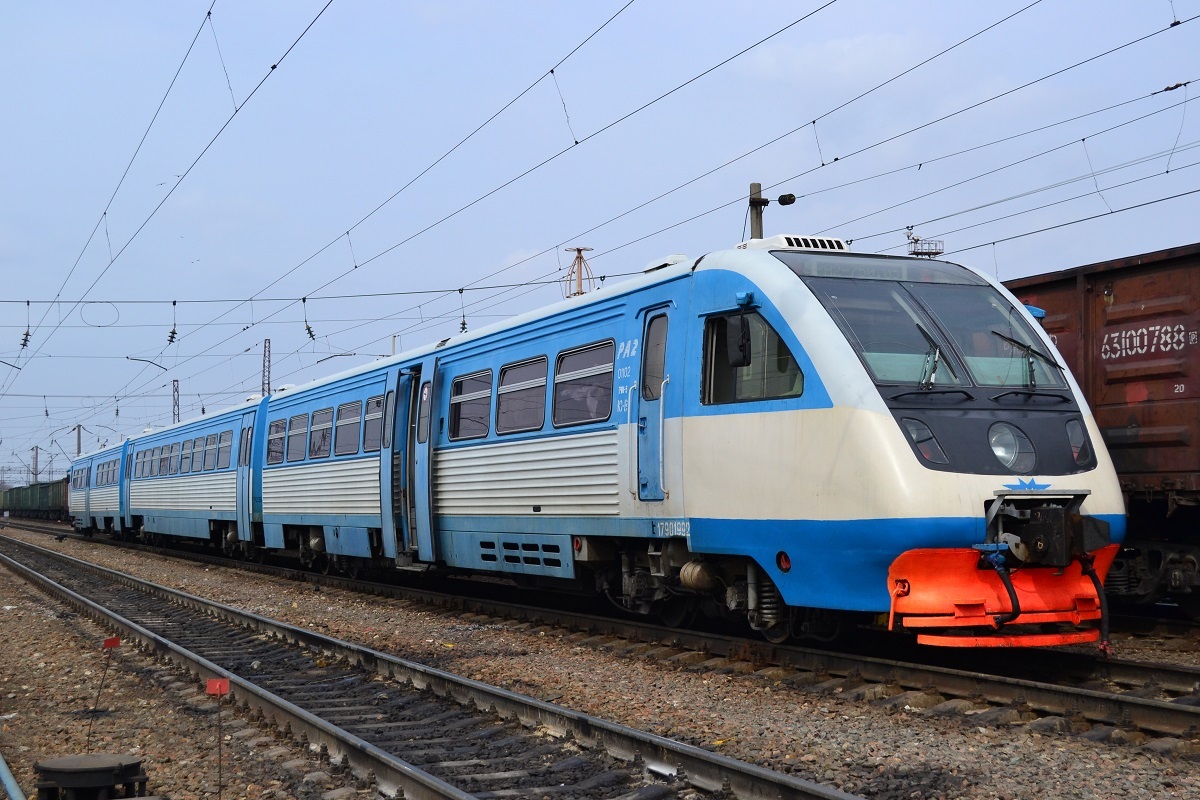
Трёхвагонный рельсовый автобус (лёгкий дизель-поезд) РА2-011 в России

Ре́льсовый авто́бус — в общем случае моторвагонный подвижной состав (МВПС) из одного или небольшого количества вагонов, с дизельными или карбюраторными силовыми установками, предназначенный для перевозки пассажиров. В некоторых случаях для разработки рельсовых автобусов используется документация на обычные автобусы, где классическая ходовая часть заменяется адаптированной к движению по рельсовому пути. В некоторых случаях может рассматриваться как синоним термина «автомотриса». В разных странах определение термина «рельсовый автобус» может быть разным.
Также термин применяется к транспортным системам, использующим рельсовые автобусы (пассажирские автомотрисы) в качестве подвижного состава (например, Львовский городской рельсовый автобус).

## История

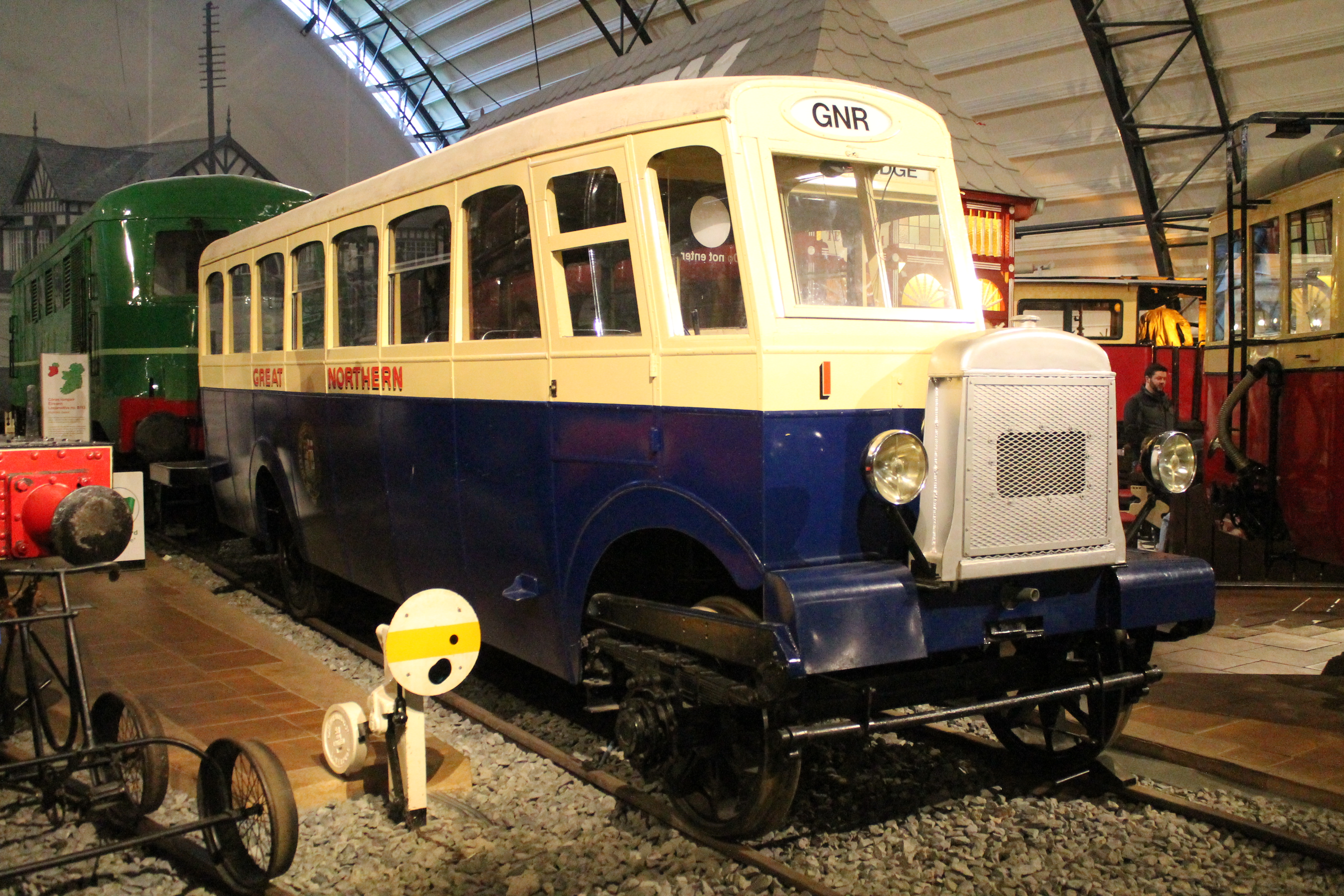
Автобусы, адаптированные к рельсовому пути, были предшественниками как современных рельсовых автобусов, так и автомотрис

Первые самоходные вагоны с двигателем внутреннего сгорания для перевозки пассажиров изготовлялись путём переоборудования классических автобусов (при замене ходовой части с резиновыми шинами на колёса с ребордами). Одни из первых таких вагонов появились во Франции, откуда было заимствовано слово «автомотриса». В некоторых странах для пассажирских автомотрис используется термин «рельсовый автобус». Позже автомотрисы и рельсовые автобусы стали проектироваться в виде железнодорожного пассажирского вагона с кабинами управления.

## Классификация и конструкция
Рельсовые автобусы могут быть одновагонными либо многовагонными. Многовагонные рельсовые автобусы являются в то же время дизель-поездами, а от одновагонных отличаются, главным образом, количеством вагонов. Таким образом, классификация и конструкция тех и других аналогичны между собой.
Рельсовые автобусы различаются по назначению и типу трансмиссии. В России по характеру использования их принято подразделять на предназначенные для:
- перевозки пассажиров и багажа в пригородном сообщении;
- перевозки пассажиров и багажа в межрегиональном сообщении.
В отдельную категорию выделены составы для служебных поездок.

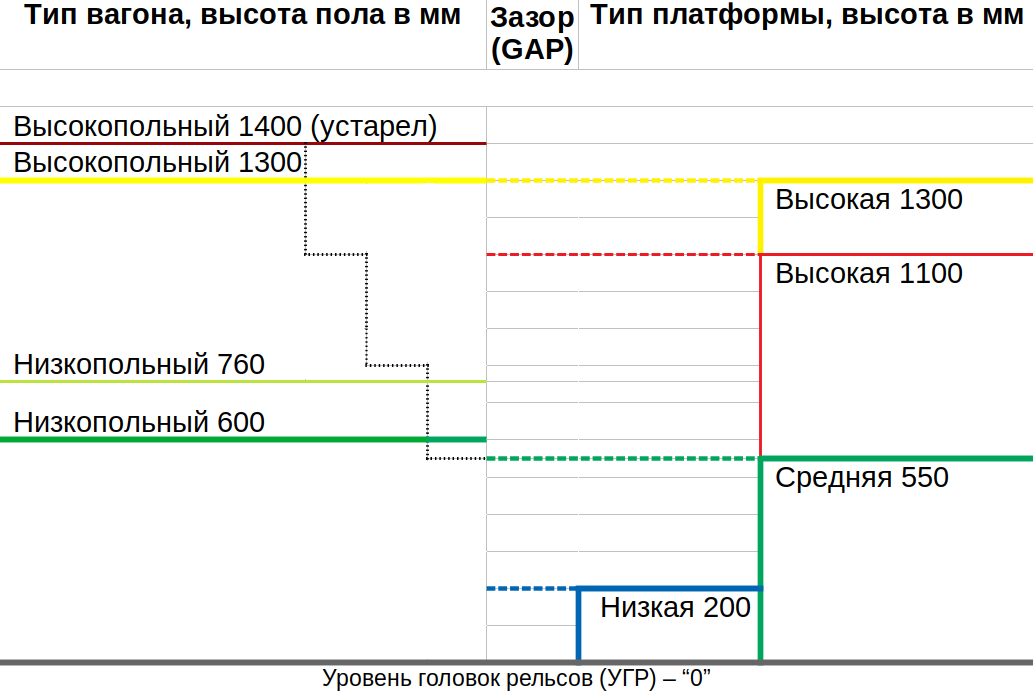
Диаграмма, поясняющая преимущества низкопольного вагона перед высокопольным

С точки зрения конфигурации пола вагона различают высокопольные и низкопольные рельсовые автобусы. В России принято различать три основных категории железнодорожных остановочных платформ по высоте: высокую, среднюю и низкую. Высокая платформа — платформа, высота которой над уровнем головки рельса (УГР) составляет 1100 мм. Средняя платформа — платформа, высота которой над УГР составляет 550 мм. Низкая платформа — платформа, высота которой над УГР не более 200 мм.
Также в России принято различать рельсовые автобусы:
- автономные, с питанием от силовой (дизельной) установки с гидравлической или электрической передачей мощности;
- комбинированные, с дизельной силовой установкой, электрической передачей мощности и токоприёмником для питания от контактной сети постоянного тока напряжением 3,0 кВ или от контактной сети переменного тока напряжением 25 кВ, частотой 50 Гц.

### Составность
Возможны четыре основных вида вагонов рельсовых автобусов:
- моторный головной (Мг);
- моторный промежуточный (Мп);
- прицепной головной (Пг);
- прицепной промежуточный (Пп).
Вагон Мг может иметь как одну кабину машиниста, так и две.
Композиция, то есть схема расположения вагонов в составе дизель-поезда, может быть описана с применением математических символов, например:
| Серия, номер | Композиция | Примечание                                         |
| ------------ | ---------- | -------------------------------------------------- |
| РА2-093      | Мг+Мг      | Двухвагонный состав из двух вагонов Мг             |
| РА2-011      | Мг+Пп+Мг   | Трёхвагонный состав из двух вагонов Мг и одного Пп |

### Силовая установка
В основе силовой установки дизель-поезда лежит дизельный двигатель. Силовая установка может располагаться под полом вагона, либо в машинном отделении (внутрикузовное размещение), либо в области крыши вагона.
Обычно в комплект силовой установки входят:
- несущая пространственная рама;
- двигатель внутреннего сгорания (дизельный);
- тяговая передача (тяговый генератор для электрической передачи или гидравлическая передача с редуктором);
- система топливоснабжения;
- масляная система двигателя;
- система охлаждения двигателя;
- система охлаждения наддувочного воздуха двигателя с радиатором (для двигателей с наддувом);
- система охлаждения масла гидравлической передачи (в случае её применения);
- система воздухоснабжения и очистки воздуха с сигнализацией о степени загрязнения фильтров;
- масляный бак с уровнемерным устройством;
- устройство запуска двигателя (стартёр);
- система предварительного разогрева двигателя и тяговой гидравлической передачи при холодном пуске (в случае её применения);
- система регулирования мощностных параметров двигателя и его диагностики;
- компрессор с системой подготовки подаваемого воздуха;
- генератор собственных нужд;
- искрогаситель и глушитель шума выхлопа с нейтрализаторами и улавливателями загрязняющих веществ;
- система охлаждения тягового генератора и выпрямительной установки (при их наличии);
- система управления работой охлаждающих устройств;
- система обнаружения и дистанционного тушения пожара.

### Механическое оборудование
Кузова вагонов опираются на тележки, которые могут быть как приводными, так и поддерживающими (не имеющими связи с двигателем). Тележка имеет следующие узлы:
- раму;
- систему рессорного подвешивания (в России применяют двухступенчатые, с гасителями колебаний);
- колёсные пары с буксами;
- тормозное оборудование;
- стабилизирующие устройства;
- осевые редукторы (только для приводных тележек).

### Кузов
В головном вагоне должна быть одна или две кабины машиниста. В России многовагонные рельсовые автобусы должны иметь сквозной проход по всему составу.
Машинное отделение (при размещении силовой установки внутри кузова) должно быть отделено от пассажирского салона пассажирским тамбуром, а от кабины машиниста — служебным тамбуром.

### Пневматическое и тормозное оборудование
По российским стандартам рельсовый автобус должен быть оборудован следующими видами тормозных систем:
- пневматической;
- электропневматической;
- гидродинамической (для гидропередачи);
- электродинамической реостатной (для электропередачи);
- стояночной.
Тормоза могут быть как колодочными, так и дисковыми.

### Пассажирский салон
Пассажирский салон рельсового автобуса, в зависимости от назначения и климатических условий региона эксплуатации, может быть выполнен с пассажирскими тамбурами или без них. Для размещения пассажиров в салоне устанавливают кресла. Конструкция кресел может различаться в зависимости от класса поезда, как и схема размещения кресел в салоне. В бортах вагонов устанавливаются окна, при этом часть окон служит аварийными выходами, рядом с которыми размещают устройства для быстрого разбития или удаления стёкол. В качестве приспособлений для спуска из аварийных выходов могут быть применены верёвочные лестницы (фалы). Для удобства размещения личных вещей и одежды пассажиров в верхней части салона устанавливают багажные полки, а на стенах — вешалки (крючки).

Варианты цветового оформления салона (на примере задней части вагона 753.11 с местами для инвалидов)
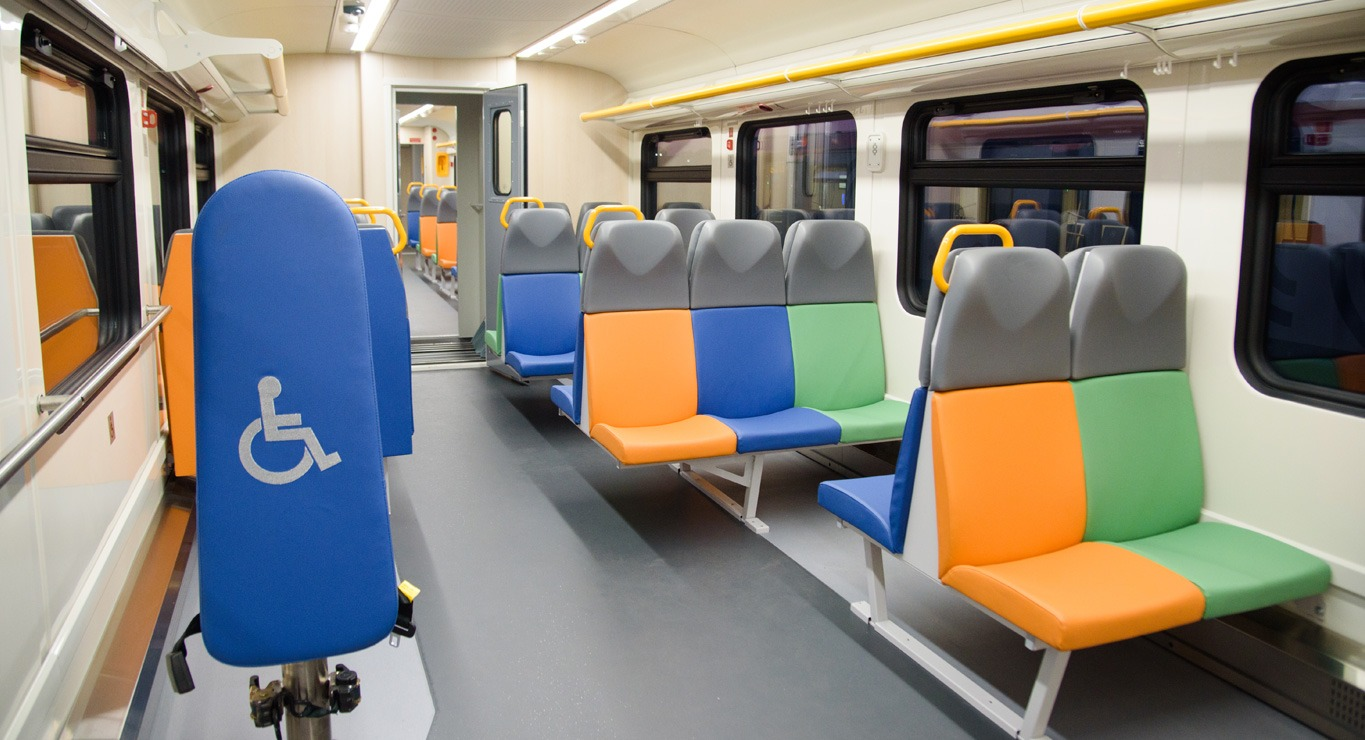
Салон с трёхцветными сиденьями и синими спинками для инвалидов (наиболее распространённый вариант)
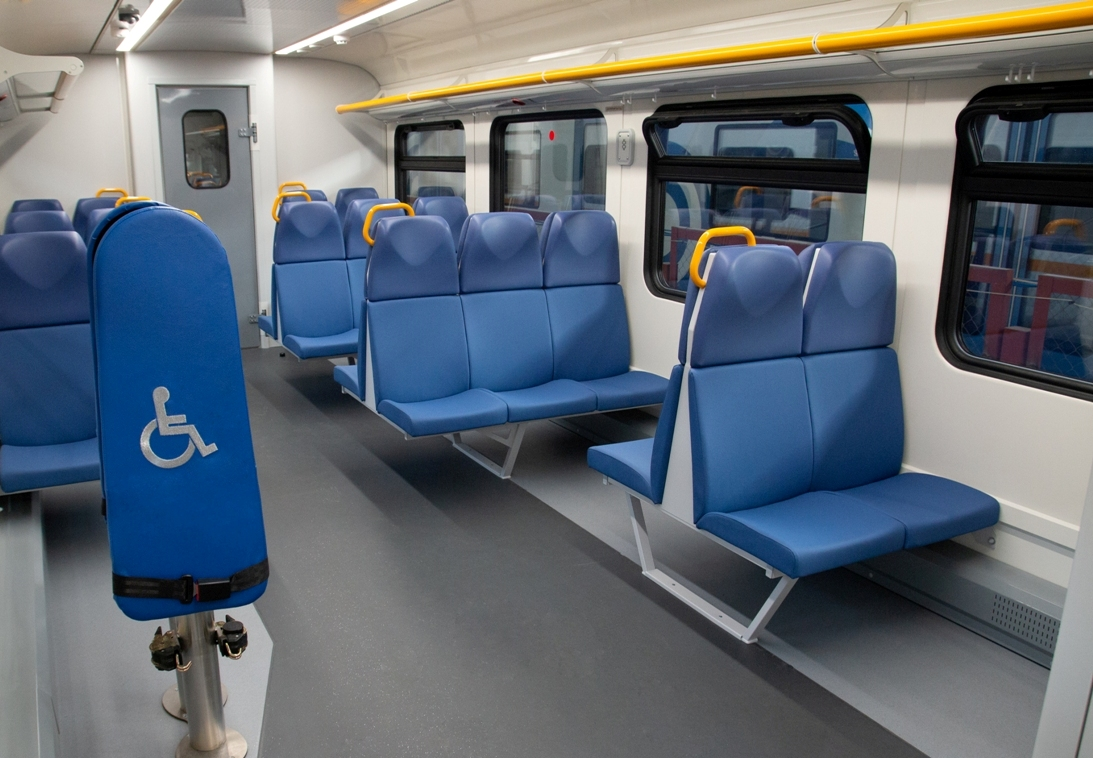
Салон с синими сиденьями и спинками для инвалидов, за которыми видно два дополнительных сиденья
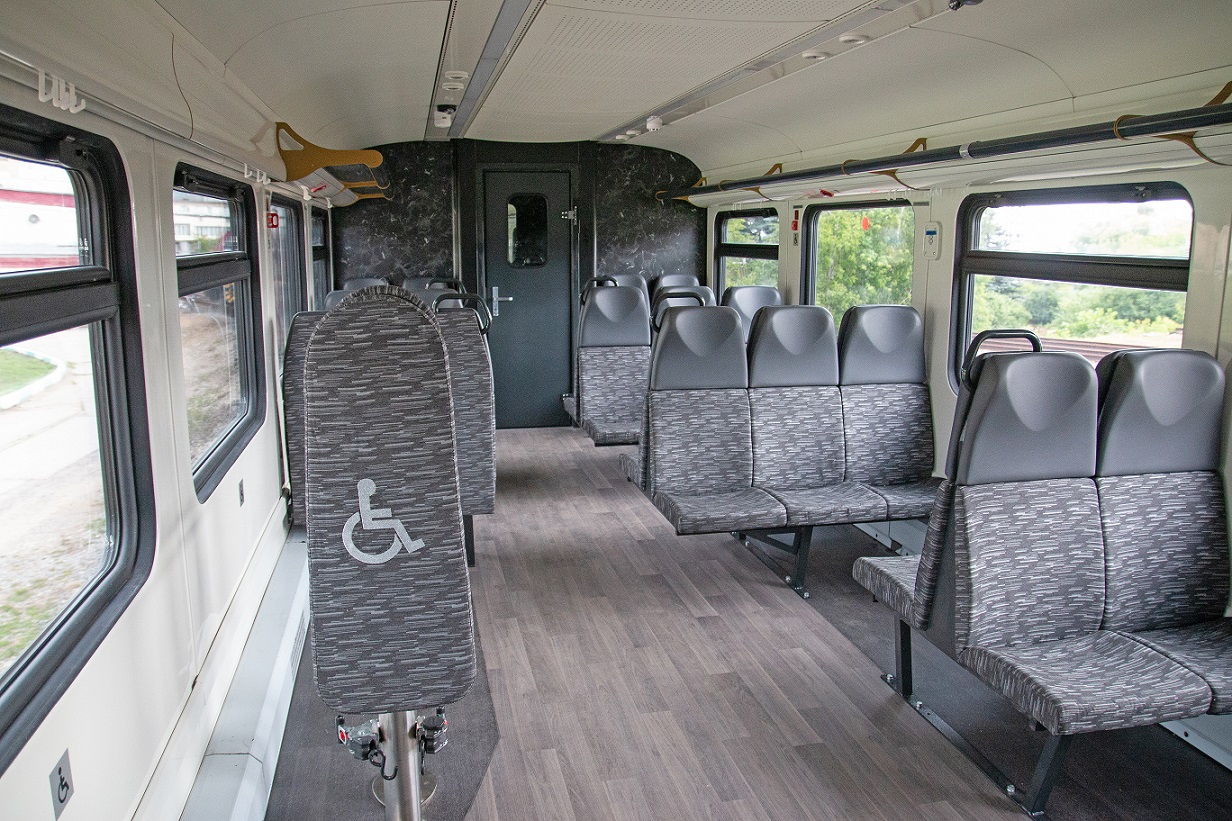
Салон с серыми сиденьями и спинками для инвалидов, коричневым полом и чёрными торцевыми стенками

## Рельсовые автобусы по странам мира

### Рельсовые автобусы Российской империи, СССР и постсоветского пространства

#### Российская империя и СССР
В России ещё до советской власти стали появляться автомотрисы с керосиновыми двигателями. Их проектировали разные заводы, но первые образцы в 1912 году построил завод в Мытищах (в то время известный как Мытищинский вагоностроительный завод). В советское время (в 1925 году) Пролетарский завод в Санкт-Петербурге построил вагон с бензиновым (то есть автомобильным) двигателем. Вагон получил обозначение А1878; имел лёгкую конструкцию, открытую с боков, при эксплуатации именовался автобусом (рельсовым). В 1929 году на советские железные дороги поступили две автомотрисы с дизельными двигателями. Вообще же как в царской России, так и в советское время термин «рельсовый автобус» почти не использовался (как одиночные вагоны, так и первые дизель-поезда обычно именовались автомотрисами).
В послевоенное время на железные дороги СССР поступали самоходные вагоны (автомотрисы), предназначенные, главным образом, для служебного использования (например, АС, АС1). Дизельный МВПС в пассажирском движении до начала 1960-х годов был представлен здесь репарационными дизель-поездами ДП из Венгрии (номеров с 1 по 10 завода Ganz) и Германии (номеров с 11 по 15 разных заводов).
В 1962 году на московском заводе «Красный путь» был создан, по сути, лёгкий поезд из двух вагонов, каждый из которых представлял собой автобус ЗИЛ-158В с заменённой ходовой частью, которая позволяла передвигаться по рельсам. Машина получила обозначение РА-1, что означало «рельсовый автобус», хотя по советской классификации на такие машины распространялся термин «автомотриса». Его испытания выявили низкую надёжность. Выпущен в единственном экземпляре.

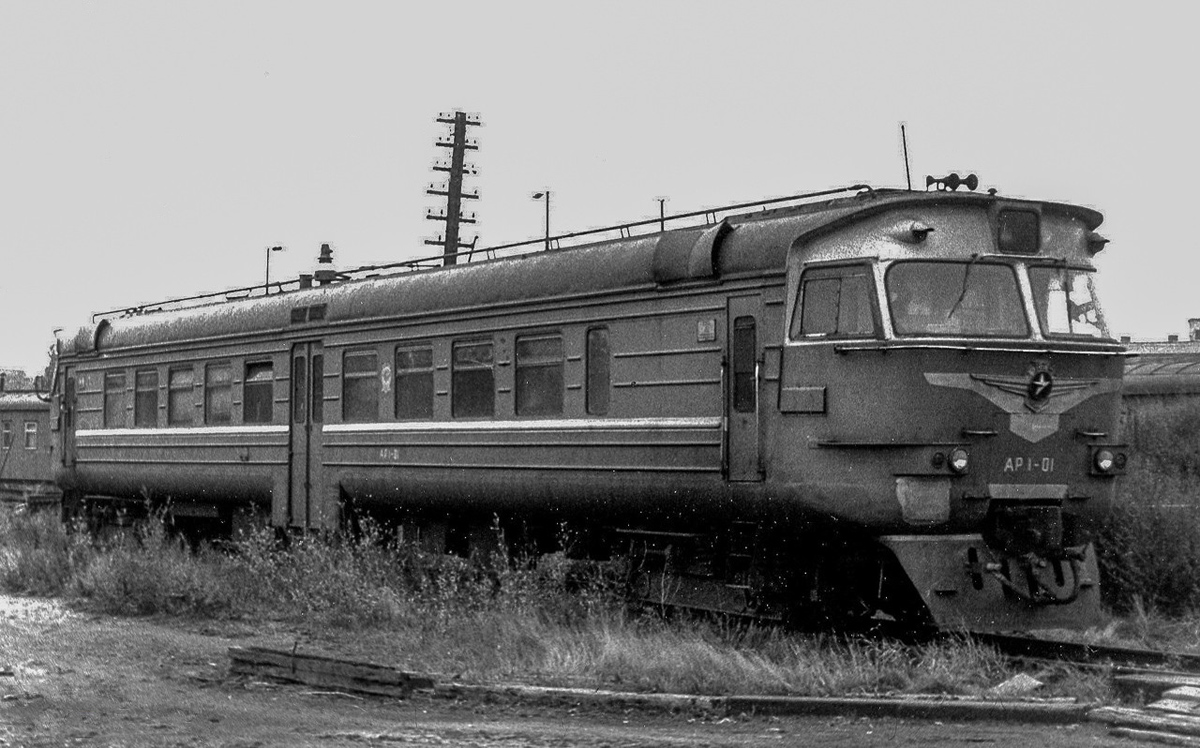
Рельсовый автобус (в то время автомотриса)
АР1-01 использовался в качестве служебного вагона

До распада СССР термин «рельсовый автобус» как таковой не применялся. На советские железные дороги в этот период из дизельного МВПС главным образом поступали многовагонные дизель-поезда; реже одиночные вагоны, для которых, вне зависимости от рода службы, использовался термин «автомотриса». Так, в 1969 году снова предпринимается попытка внедрить пассажирский одновагонный МВПС. Рижский вагоностроительный завод в этот раз построил две автомотрисы АР1. Некоторое время они использовались в пассажирском движении с припиской депо Тернополь Львовской железной дороги. На этом производство АР1 было завершено. В 1977 году для СССР Škoda (город Пльзень, Чехословацкая Социалистическая Республика) создана автомотриса АЧО с электрической передачей, также одновагонного исполнения. Построена в трёх экземплярах. Как АР1, так и АЧО, после недолгой работы на пассажирских перевозках, были переданы для служебного использования. Единственной машиной такой категории, строившейся в то время серийно, стала АЧ2 завода Vagonka Studenka.

#### Россия

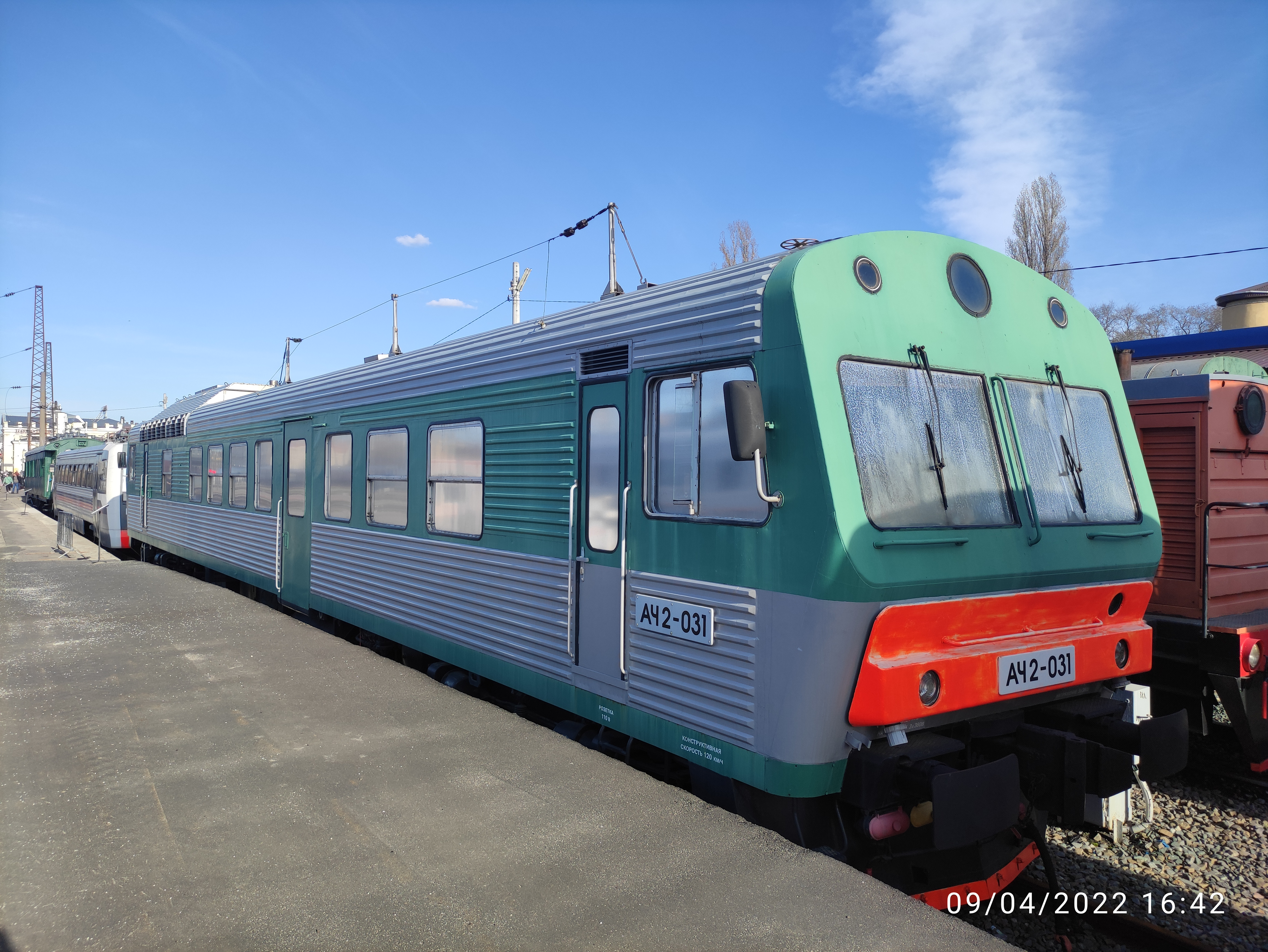
Вагон АЧ2 в России в зависимости от назначения может быть как автомотрисой, так и рельсовым автобусом

В России для рельсовых автобусов существует ряд стандартов, некоторые из которых дублируют или дополняют друг друга. Так, межгосударственный стандарт ГОСТ 33327—2015, посвящённый именно рельсовым автобусам, определяет эти машины как «автономный моторвагонный подвижной состав из моторных и немоторных вагонов». Другой межгосударственный стандарт, ГОСТ 34056—2017, действующий параллельно с вышеупомянутым, содержит более подробное определение: «моторвагонный железнодорожный подвижной состав с одной или несколькими дизельными силовыми установками, состоящий из одного, двух или трёх вагонов». В то же время ещё один межгосударственный стандарт, ГОСТ 34530—2019, определяет рельсовый автобус как «моторвагонный железнодорожный подвижной состав с одной или несколькими дизельными силовыми установками, состоящий из одного, двух или трёх вагонов, предназначенный для перевозки пассажиров», то есть, в отличие от предыдущего стандарта, ограничивает применение рельсового автобуса по роду службы.
При этом в России те же стандарты некоторым образом связывают понятия «рельсовый автобус» и «автомотриса». Например, те же стандарты определяют автомотрису как самоходный железнодорожный подвижной состав с двигателем внутреннего сгорания дизельного или карбюраторного типа, состоящий из одного вагона, предназначенный для обеспечения перевозок и обслуживания инфраструктуры железнодорожного транспорта» (ГОСТ 34056—2017) или как «передвигающийся по рельсам вагон с приводом от двигателя внутреннего сгорания, предназначенный для служебных поездок персонала с целью инспекционного контроля, строительства, ремонта и для обслуживания инфраструктуры железнодорожного транспорта» (ГОСТ 34530—2019). Иными словами, по российским стандартам, рельсовый автобус, в отличие от автомотрисы, может состоять не только из одного, но и двух (и даже трёх) вагонов и используется только для перевозки пассажиров.
Кроме того, межгосударственный стандарт ГОСТ 31666—2014, на который ссылаются ГОСТ 34056—2017 и ГОСТ 34530—2019, определяет дизель-поезд как «автономный тяговый подвижной состав с дизельной силовой установкой и передачей мощности (гидравлической или электрической), состоящий из не менее, чем двух вагонов, предназначенный для перевозки пассажиров и имеющий в своём составе хотя бы один моторный вагон», то есть двухвагонные и трёхвагонные рельсовые автобусы являются также дизель-поездами.
Многие АЧ2 на момент принятия ГОСТ 33327—2015 и ГОСТ 34056—2017 ещё работали на пригородных линиях, то есть перестали попадать в категорию автомотрис и попали в категорию рельсовых автобусов. Однако в 2021 году все годные для эксплуатации АЧ2 переданы на служебные нужды, вернувшись таким образом в категорию автомотрис.

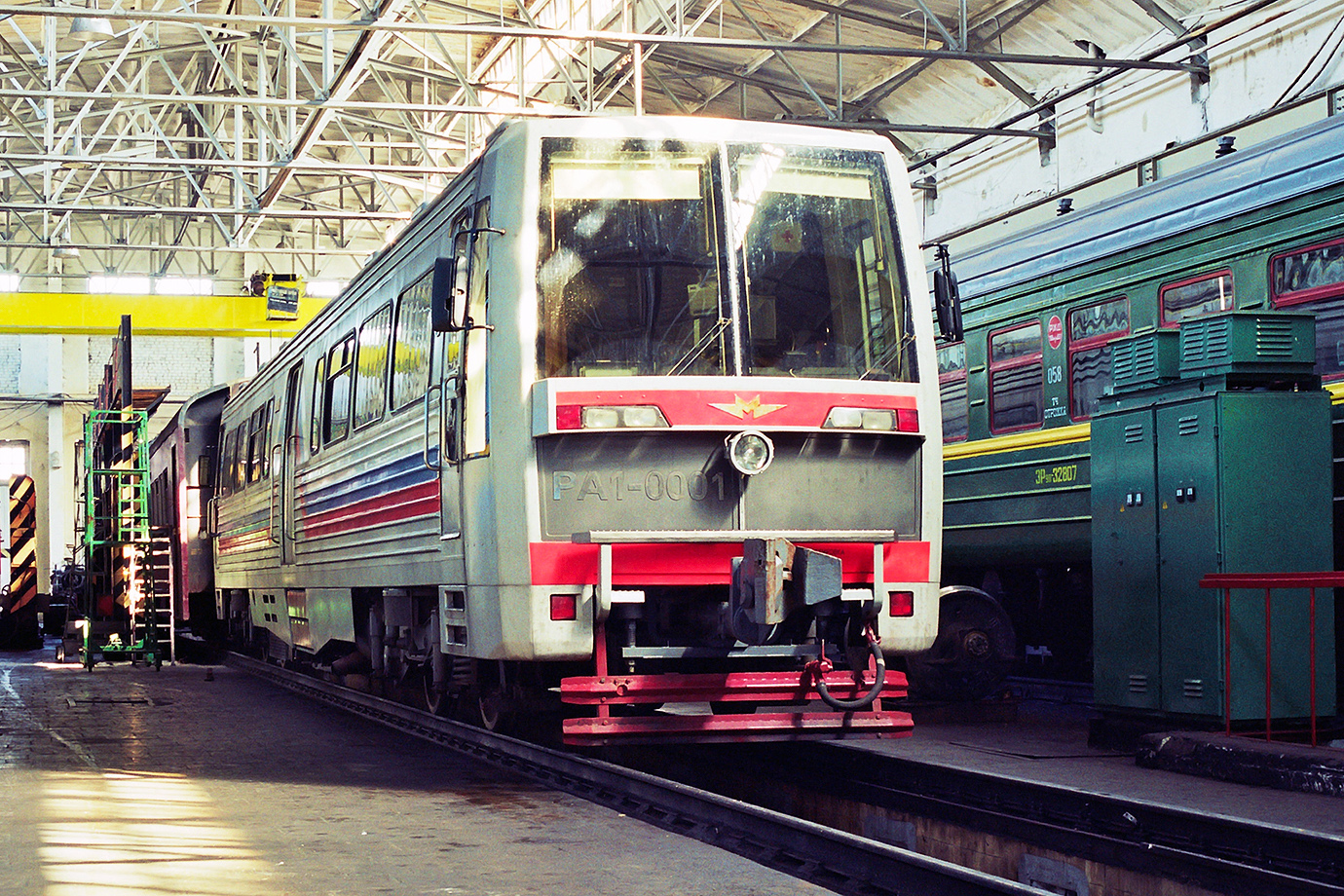
Рельсовый автобус РА1-0001 (модель 730) — первый экземпляр семейства РА1
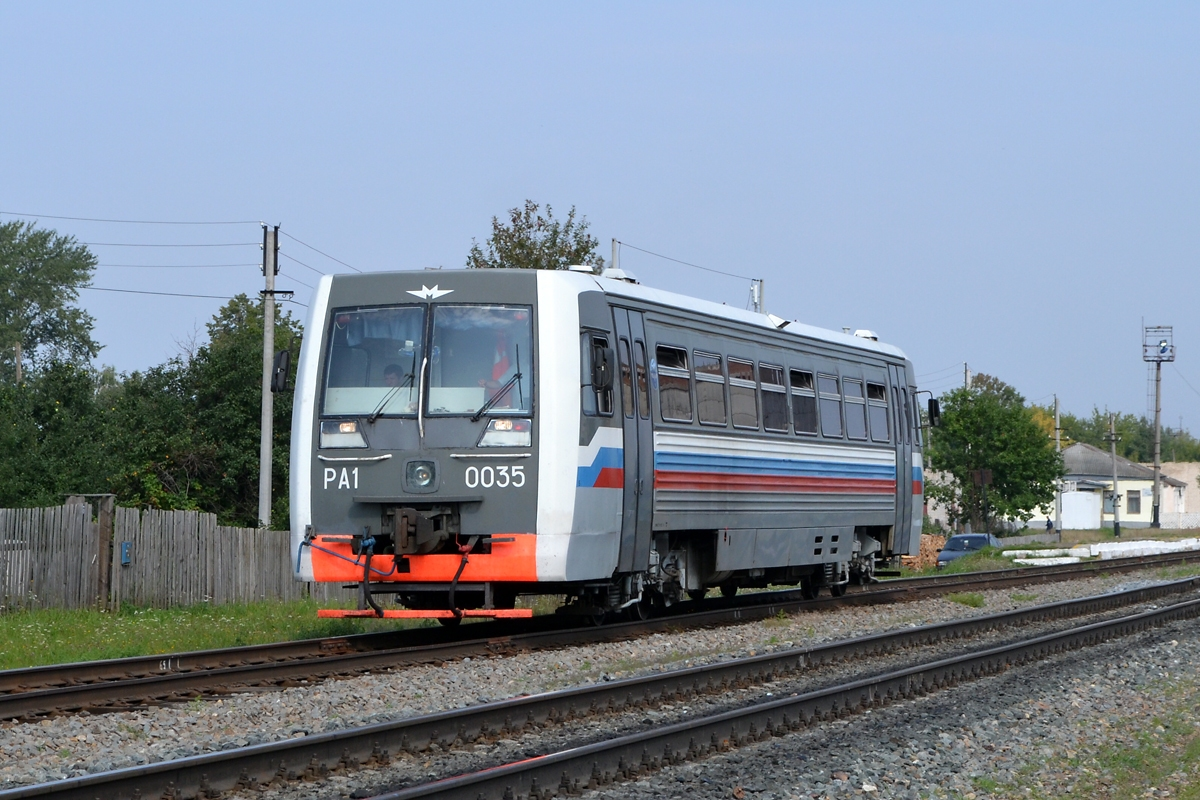
Рельсовый автобус РА1-0035 (модель 731) в пригородном сообщении
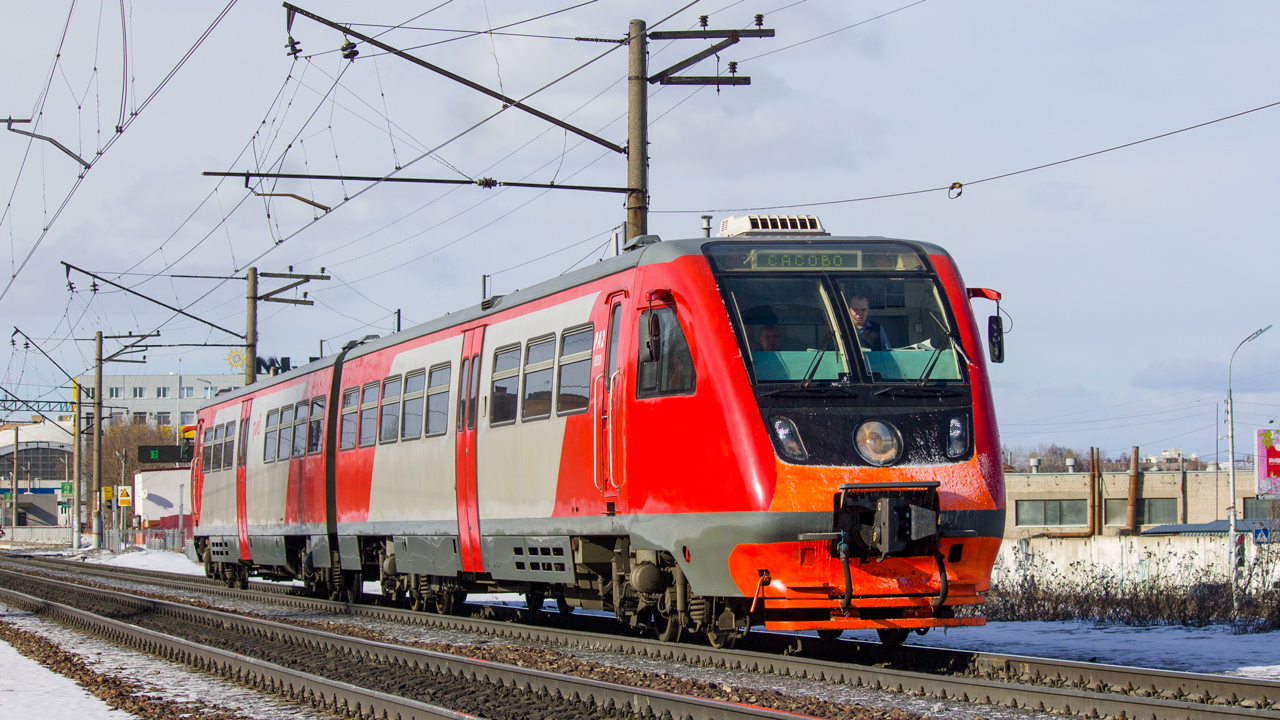
Двухвагонный рельсовый автобус РА2-093 (модель 750.05-20)
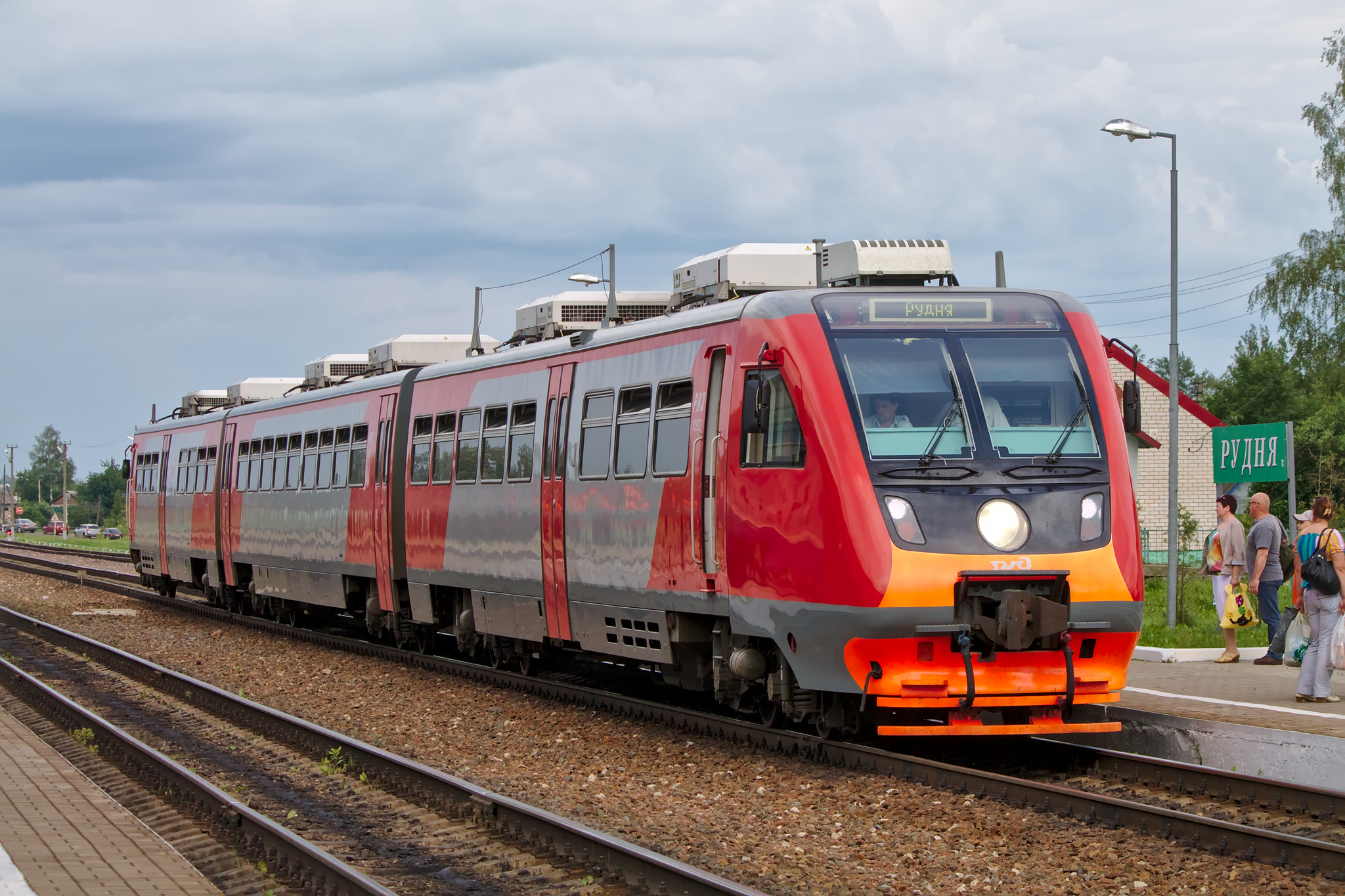
Трёхвагонный рельсовый автобус РА2-108 (модель 750.05-20)
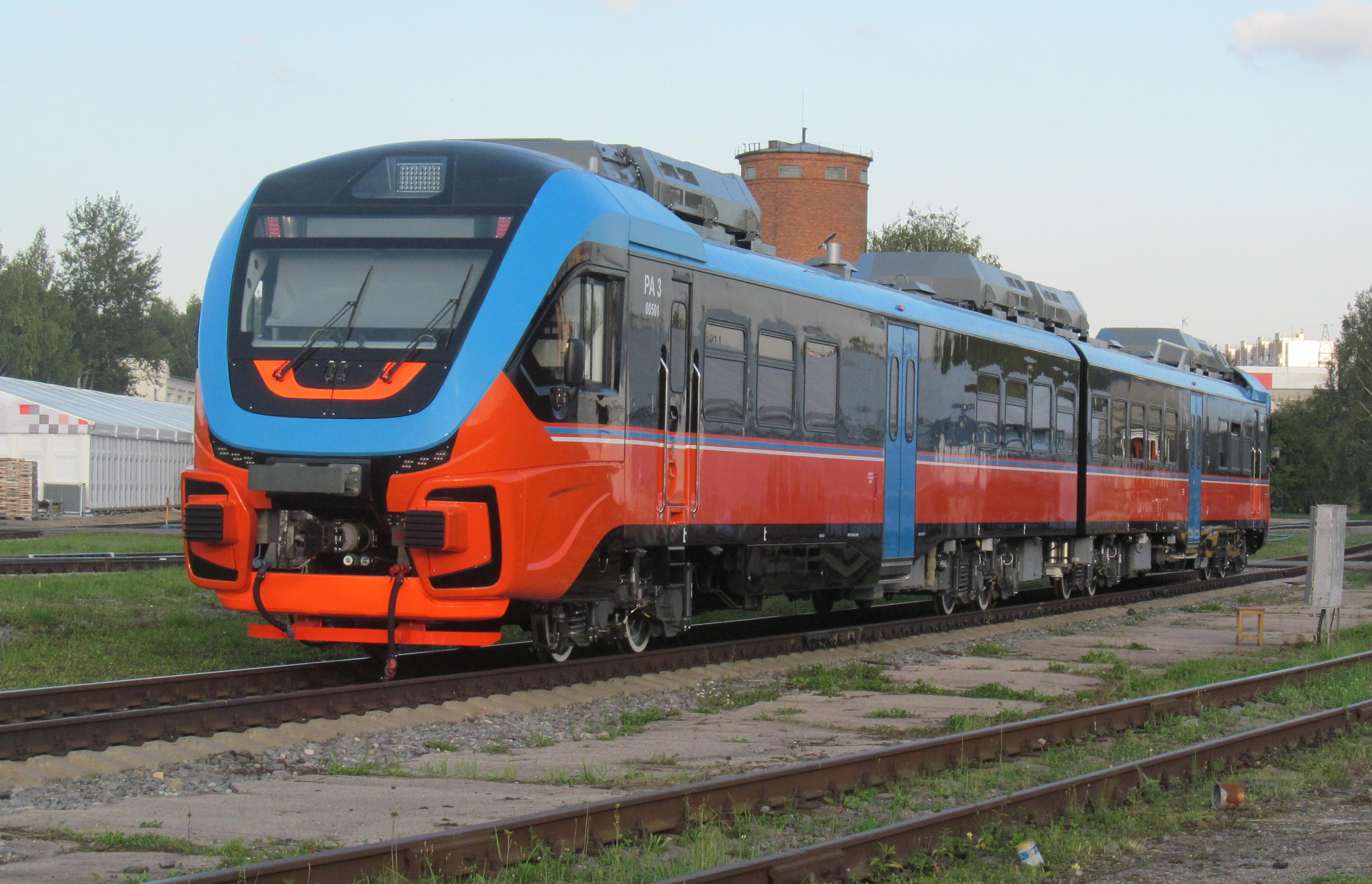
Двухвагонный рельсовый автобус РА3-005 (модель 753)
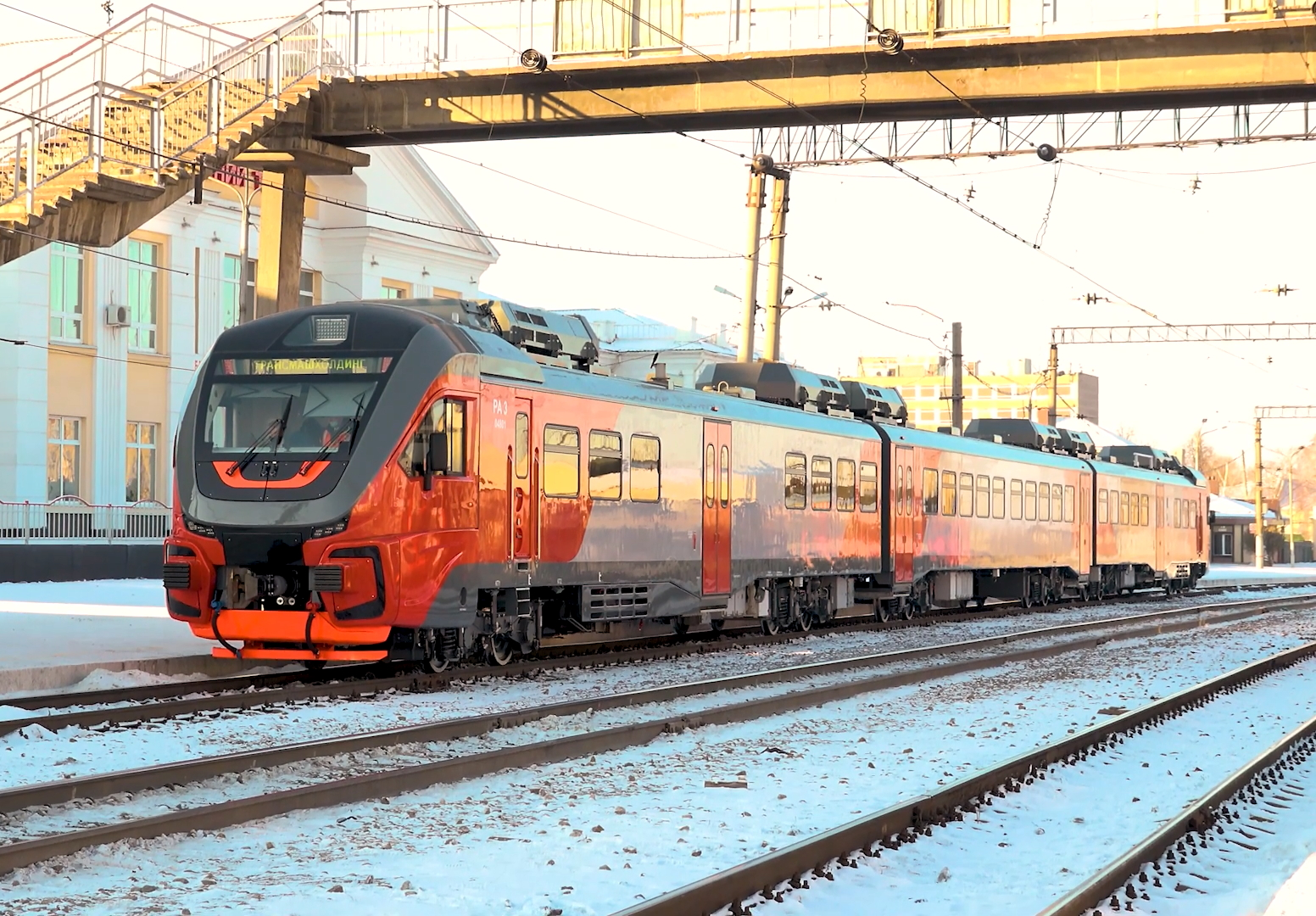
Трёхвагонный рельсовый автобус РА3-048 (модель 753)

После распада СССР на железные дороги России стали поступать рельсовые автобусы постройки ОАО «Метровагонмаш» (позже переименовано в АО «Метровагонмаш»). Сначала это были одновагонные РА1, созданные на базе вагона метро «Яуза». Далее появились РА2, которые (за исключением РА2 модели 731.55) состояли из двух либо трёх вагонов и по действующей в то время классификации являлись дизель-поездами, в то же время в обозначении их серии зашифрован термин «рельсовый автобус». После того, как этот термин появился в вышеупомянутых стандартах, стал выпускаться РА3, поставляемый в двух- либо трёхвагонной составности.

#### Украина
Термин «рельсовый автобус» по отношению к современным пассажирским автомотрисам также часто употребляют на Украине.
С 2004 года по заказу Украинской железной дороги производство пассажирских автомотрис (рельсовых автобусов) начал польский завод PESA. В 2005 году он выпустил и поставил служебную автомотрису 610M, а с 2005 по 2009 — 10 пассажирских машин типа 620M и дополнительно в 2012 году — одну 620Mc с модифицированной кабиной машиниста, аналогичную поставленным для Белоруссии. Автомотриса модели 610M была создана для инспекционных поездок высокопоставленных лиц, в связи с чем имеет специальную компоновку интерьера со смотровым салоном, купе начальника и конференц-залом, а также высокую скорость, для чего на автомотрисе установлены два двигателя мощностью по 315 кВт с приводом на каждую тележку, в то время как пассажирские автомотрисы имеют только один двигатель с приводом на одну тележку и сиденья пригородной компоновки. Предусмотрена возможность эксплуатации автомотрис по системе многих единиц в составах до трёх вагонов. Рельсовые автобусы 620M стали использоваться для пригородных пассажирских перевозок на малозагруженных линиях в различных регионах Украины, а с конца 2018 года также эксплуатировались в Киеве в качестве аэроэкспресса Kyiv Boryspil Express сообщением Киев — Борисполь, в том числе в сдвоенной составности (по сути, двухвагонный дизель-поезд). По состоянию на начало 2020-х годов большая их часть простаивала и требовала ремонта, который был начат в 2023 году.

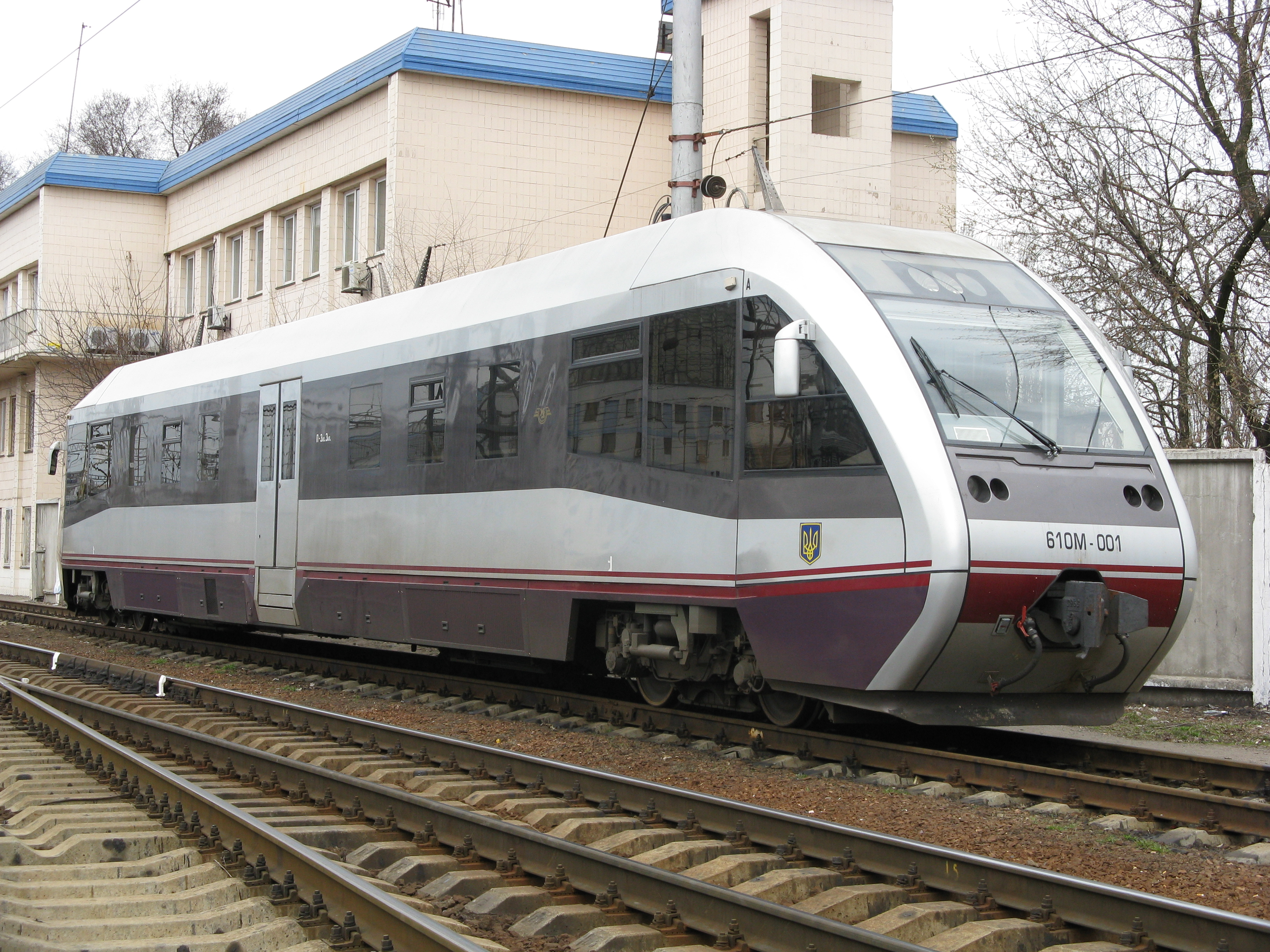
Служебная автомотриса 610M-001 часто упоминается как рельсовый автобус
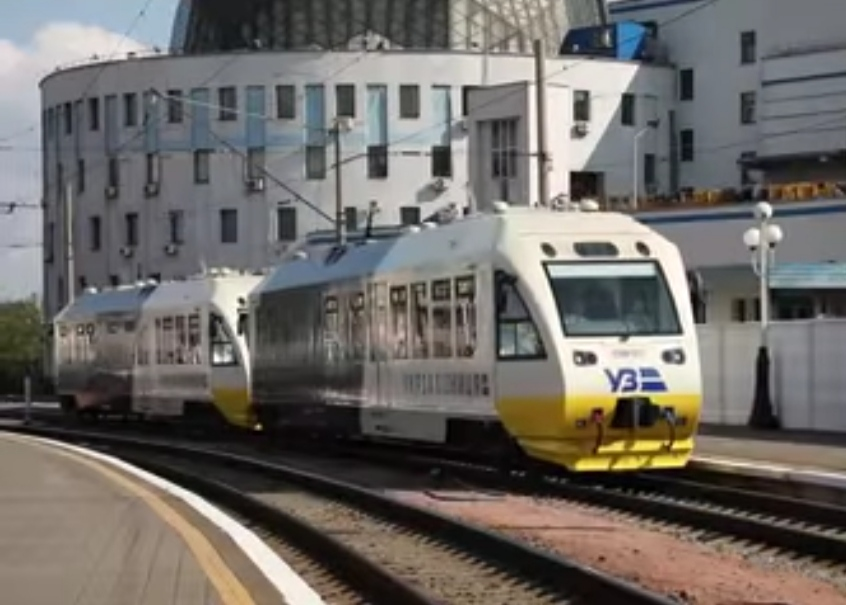
Дизель-поезд из двух автомотрис 620M «Kyiv Boryspil Express»
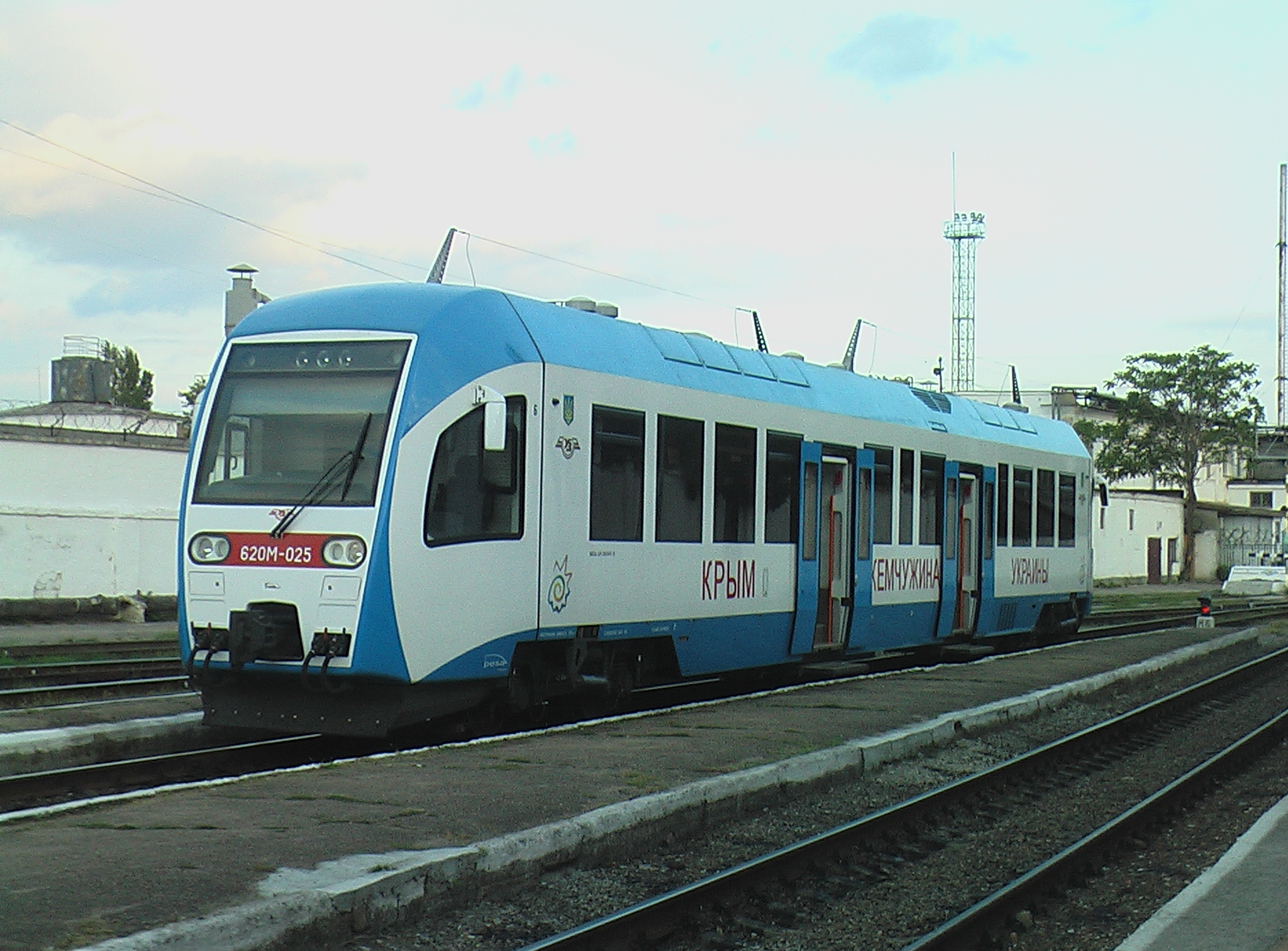
Рельсовый автобус 620M-025
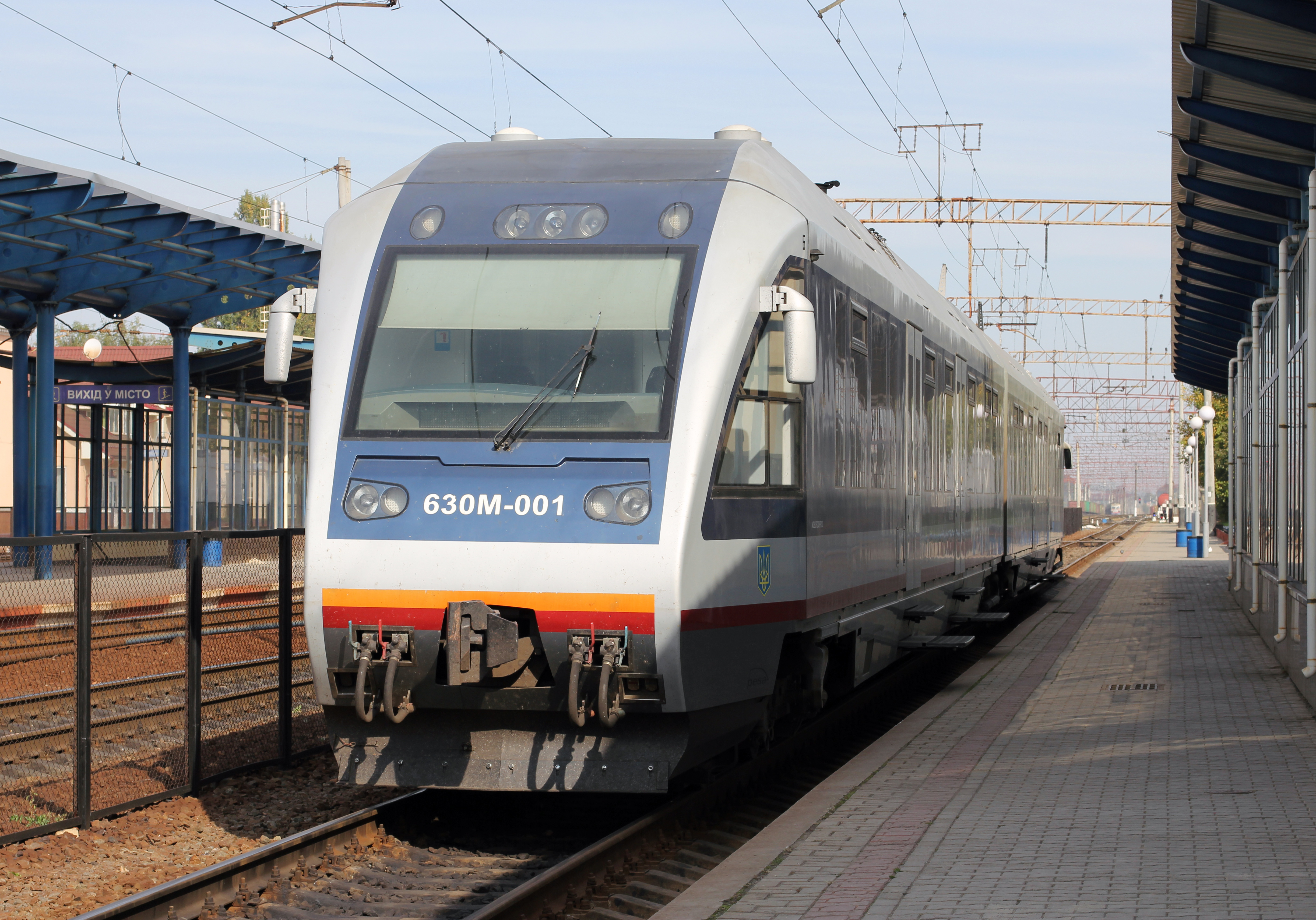
Двухвагонный рельсовый автобус 630M-001 (дизель-поезд малой составности)
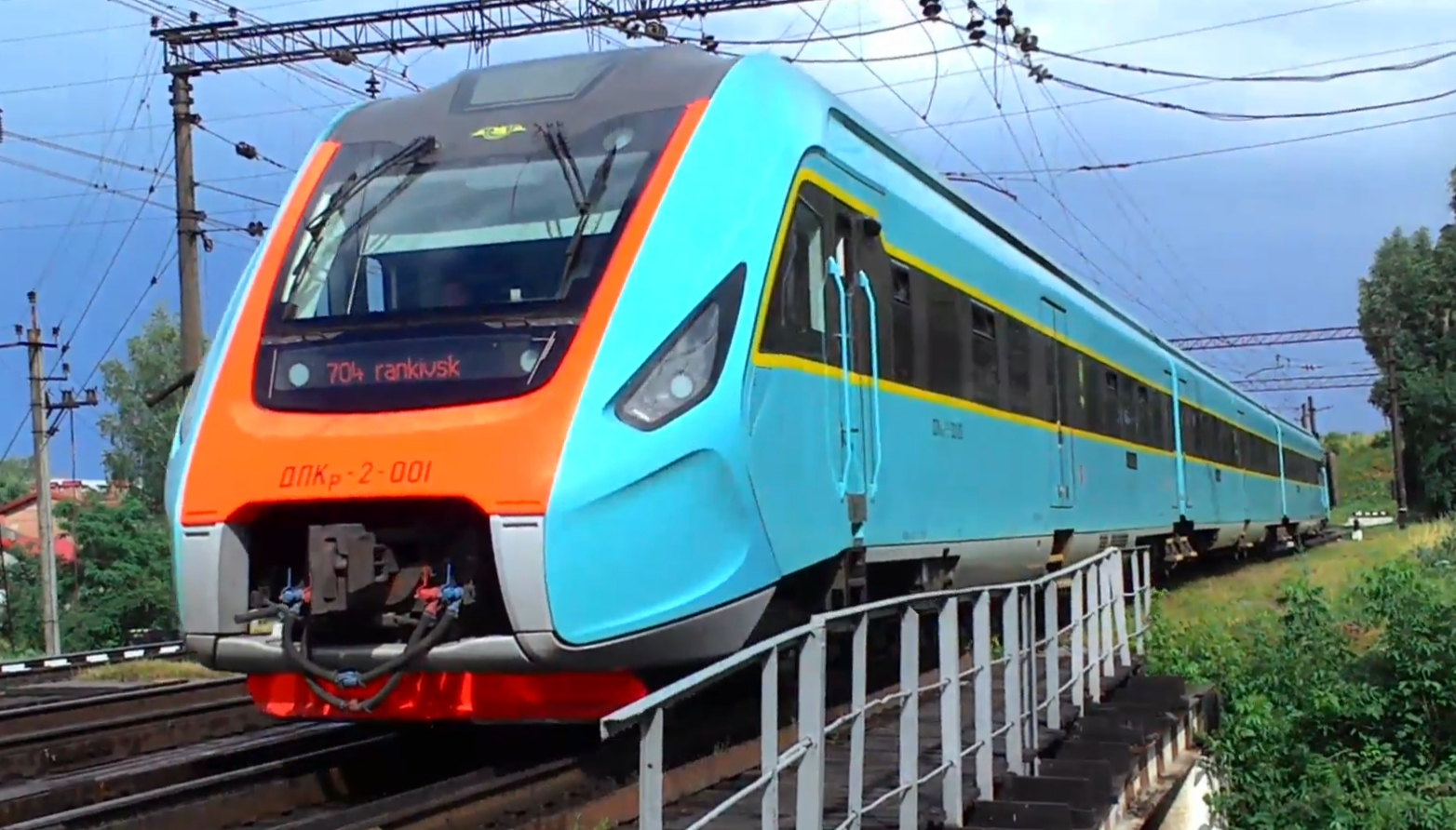
Трёхвагонный дизель-поезд ДПКр2-001 (в то же время рельсовый автобус)
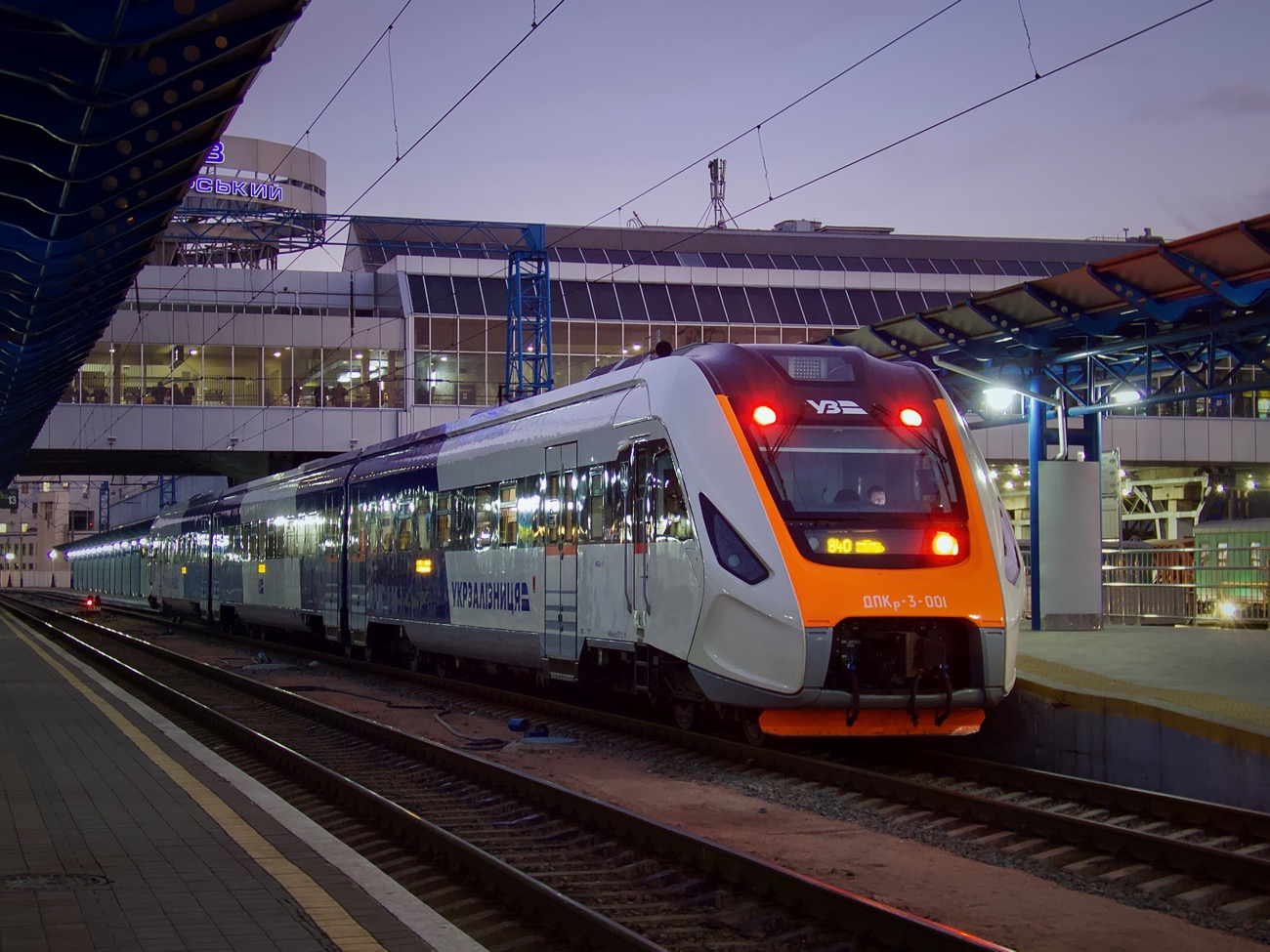
Трёхвагонный дизель-поезд ДПКр3-001 (тоже может считаться рельсовым автобусом)

#### Белоруссия
Рельсовыми автобусами можно назвать укороченные дизель-поезда советской постройки серии ДР1 белорусской приписки. Они прошли доработку в депо Лида, с разделением составов на короткие секции. Модернизации подвергались составы ДР1, ДР1П, ДР1А. Сначала обозначение типа поезда изменили на ДР1Л (Дизель-поезд Рижский, 1-й тип, доработанный в Лиде), но оно не прижилось. Модернизированные составы, получившие в итоге обозначение МДП (Мини Дизель-Поезд, либо Малый Дизель-Поезд) формировались по схемам Мг + Пг либо Мг + Пп + Пг, причём каждая такая секция получила свой новый номер, начиная от 001. Известно о формировании десяти поездов МДП (номера от 001 до 010).
По инициативе Белорусской железной дороги в 2011 году на основе рельсового автобуса 620М был разработан и выпущен рельсовый автобус PESA 620Mc с новой кабиной машиниста — результат совместного проект ОАО «Белкоммунмаш» и польской холдинговой компании PESA при участии ОАО «Минский вагоноремонтный завод». Версия для Белоруссии получила обозначение ДП1 (то есть как дизель-поезд) и заводскую модель PESA 620McB.

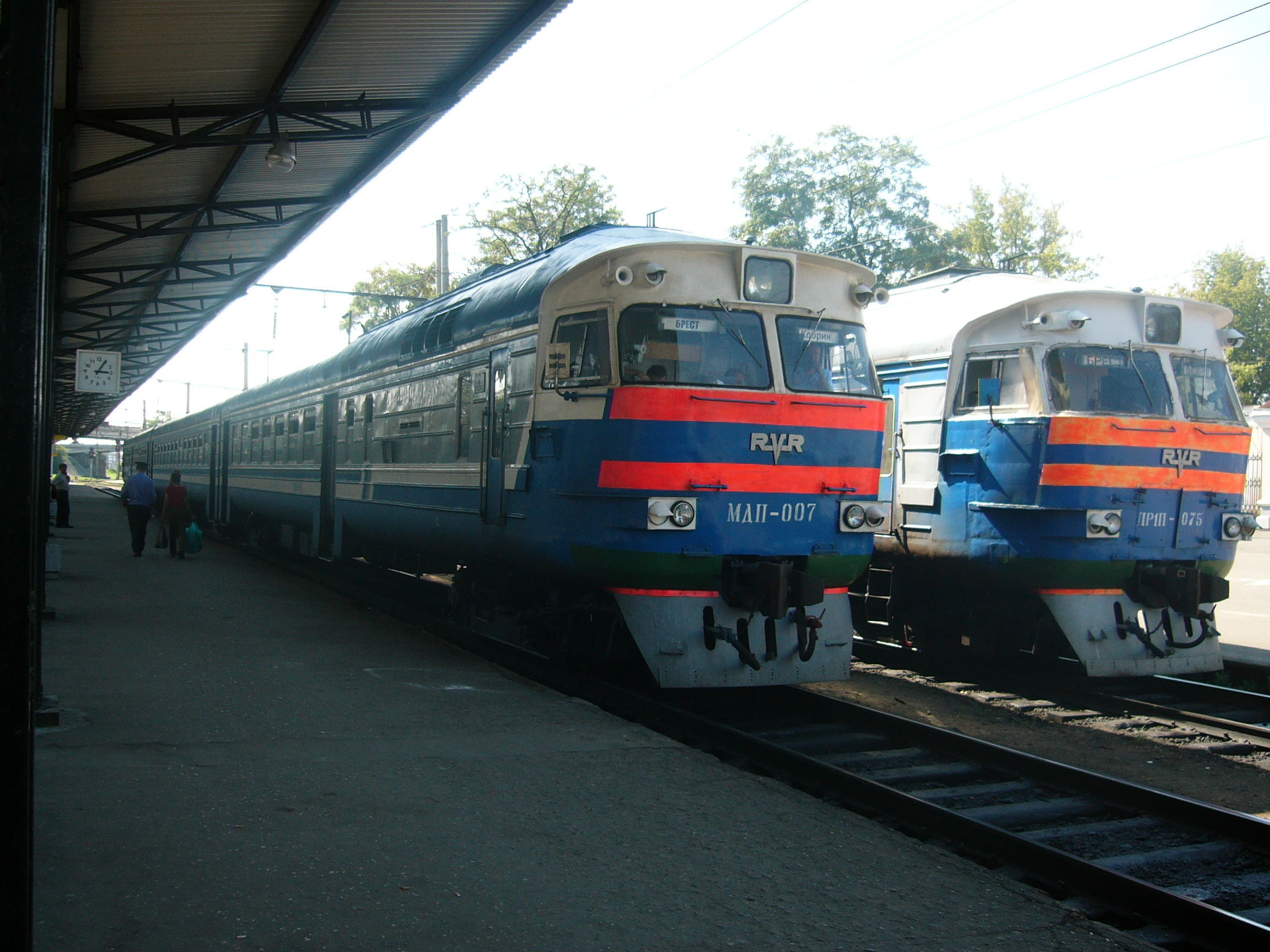
МДП-007 (слева) и ДР1П-075 на станции Брест-Центральный (Белоруссия). Вид на моторные вагоны
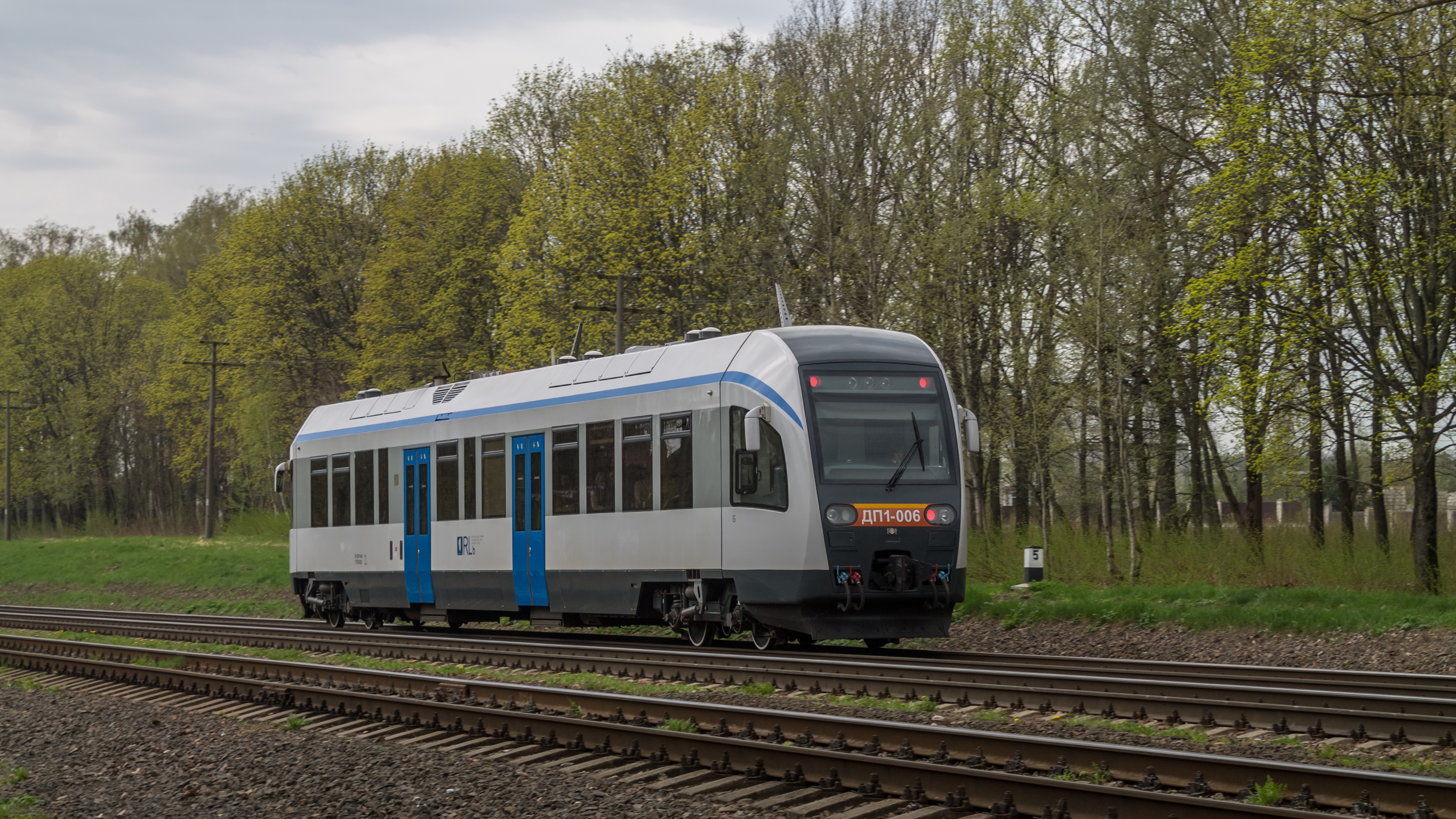
Автомотриса ДП1-006 (620McB-029)
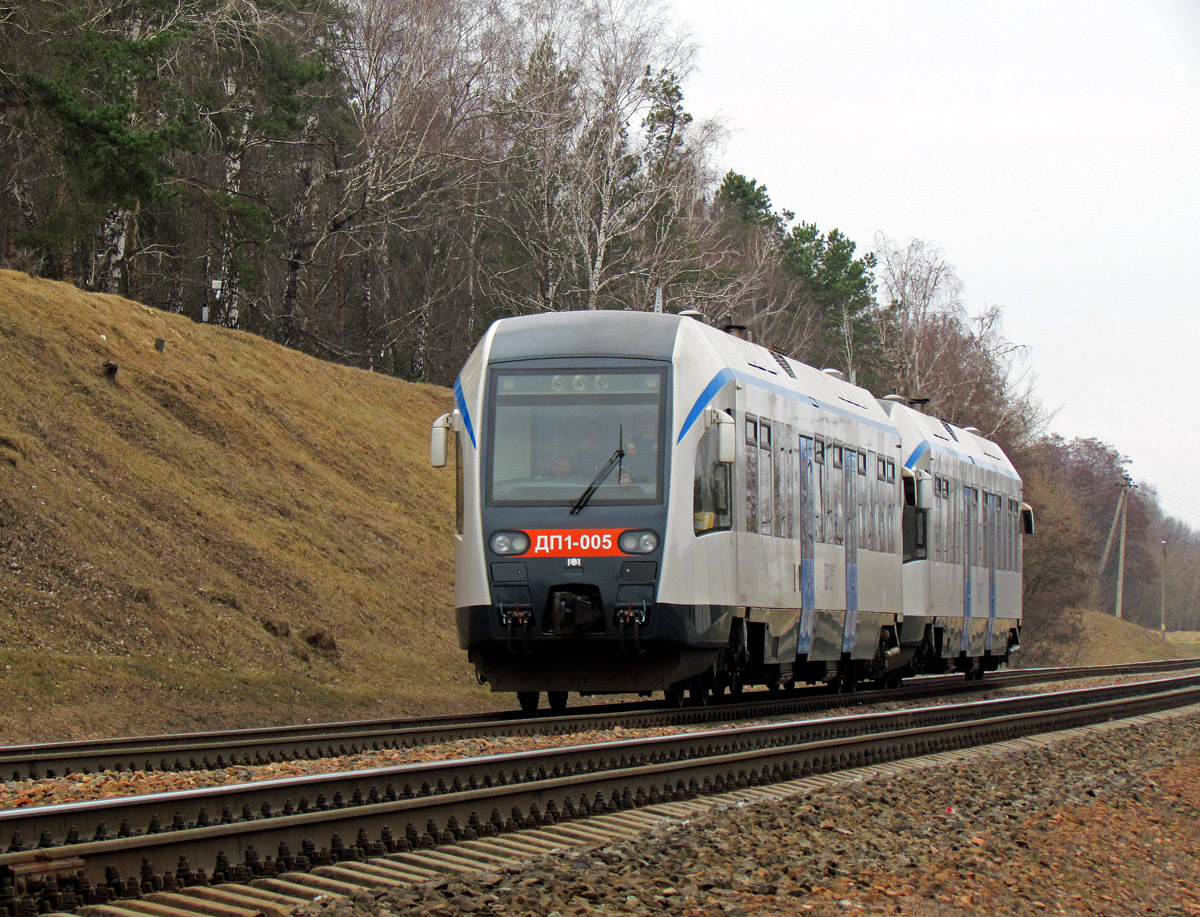
Дизель-поезд из двух автомотрис ДП1

#### Латвия
Рельсовыми автобусами можно назвать укороченные дизель-поезда советской постройки серии ДР1 латвийского оператора Latvijas dzelzceļš (LDz), прошедшие модернизацию (внешне аналогичны вышеупомянутым МДП от БЧ). В Латвии некоторые составы прошли капитально-восстановительный ремонт с продлением срока службы (КРП) с заменой штатной силовой установки дизельным двигателем фирмы MTU модели 8V396TC14 (четырёхтактный, V-образный, восьмицилиндровый, мощность 475 кВт) с гидравлической передачей Voith L520rzU2. При этом много составов были разделены на две секции композиции Мг+Пп+Пг (по аналогии с первым ДР1А и ДР1П 400-х номеров). Для этого два прицепных вагона оборудовались кабиной спрямлённого типа (применяемые на ДР1А с номера 318). КРП проводился на ООО RPM-RRA. Некоторые модернизированные составы получили обозначение ДР1АМ (латыш. DR1AM).

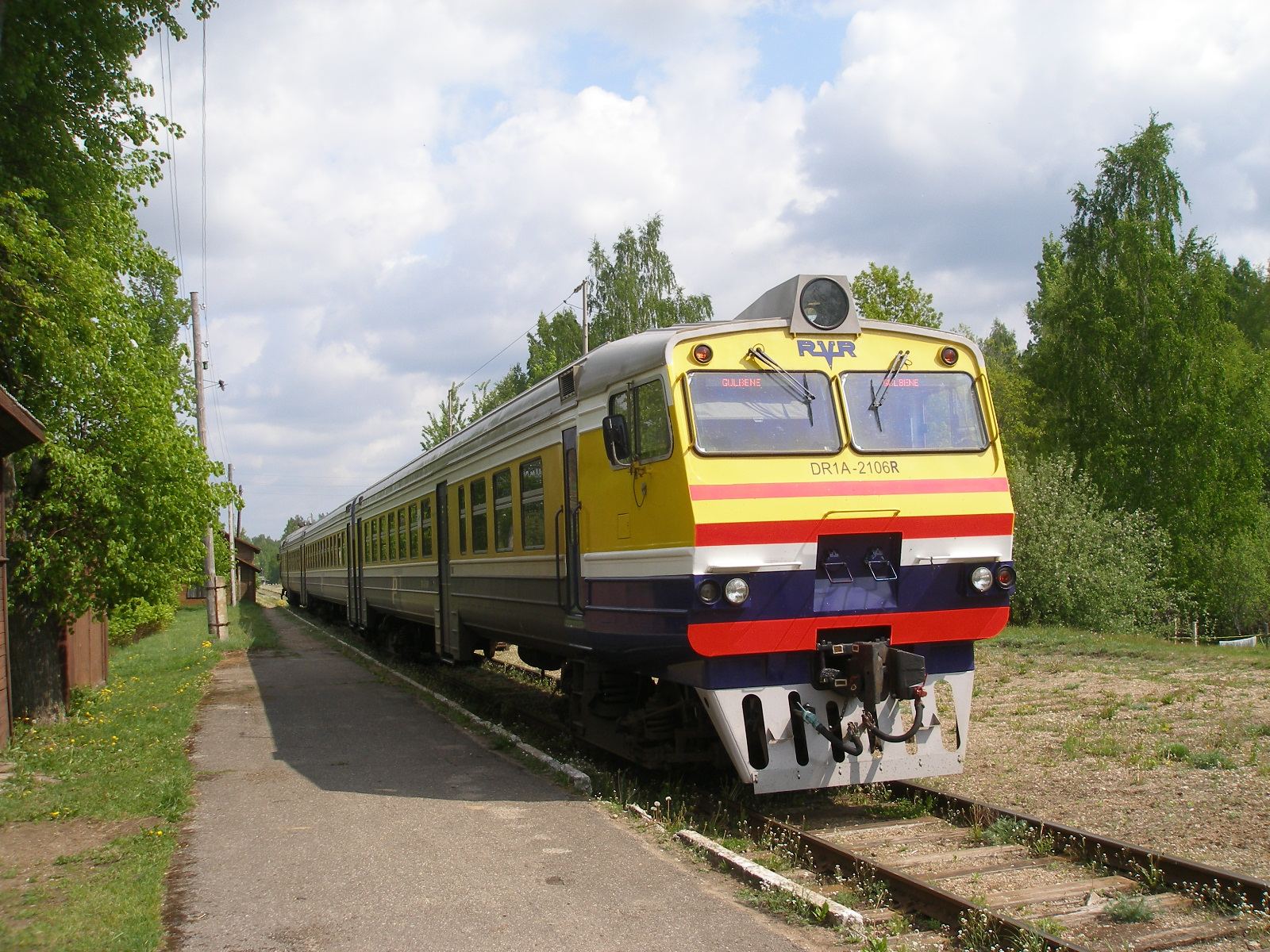
Трёхвагонная секция поезда ДР1А-210. Вид на переоборудованный прицепной вагон ДР1А-2106Р
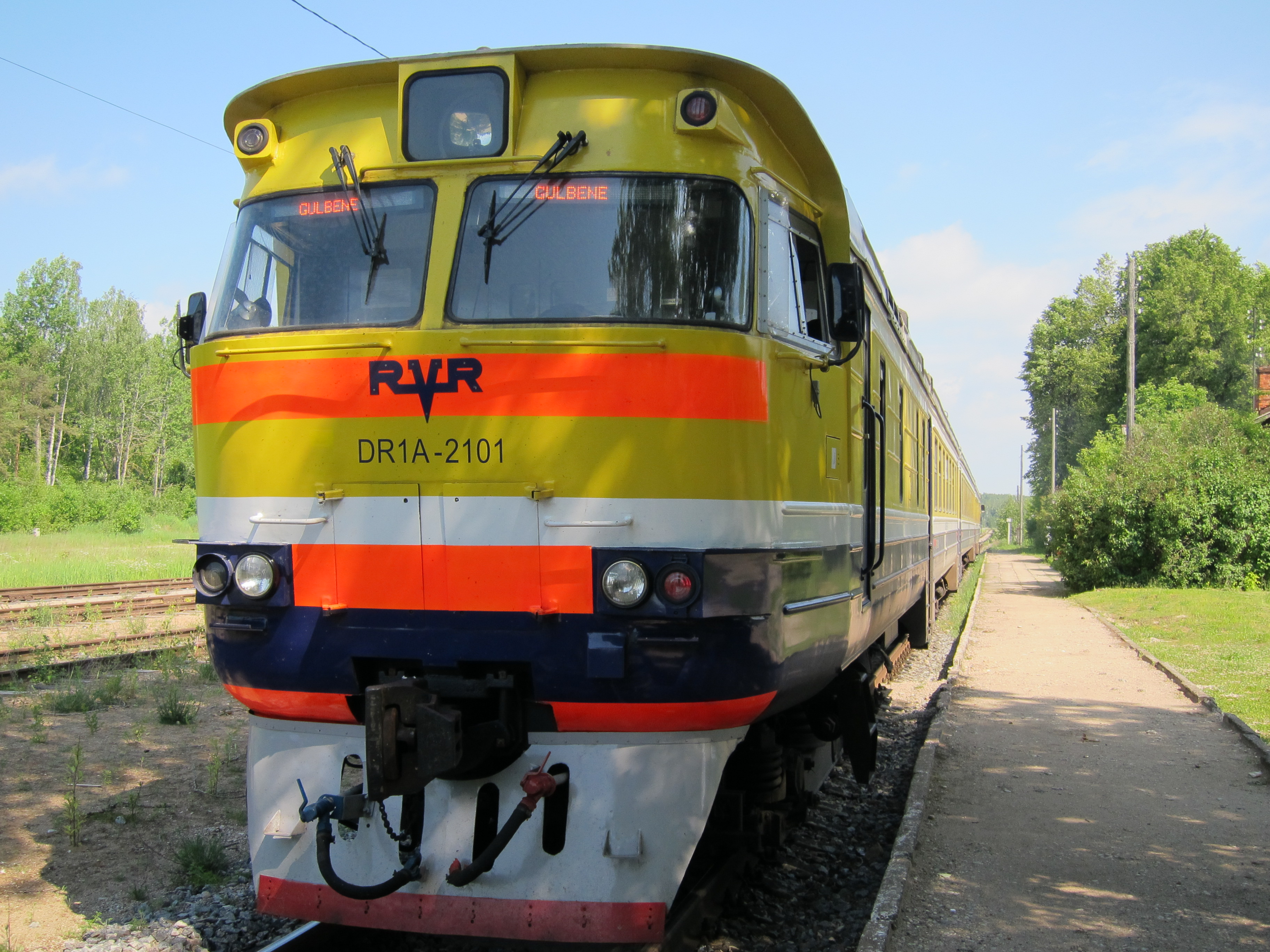
Трёхвагонная секция поезда ДР1А-210. Вид на моторный вагон ДР1А-2101
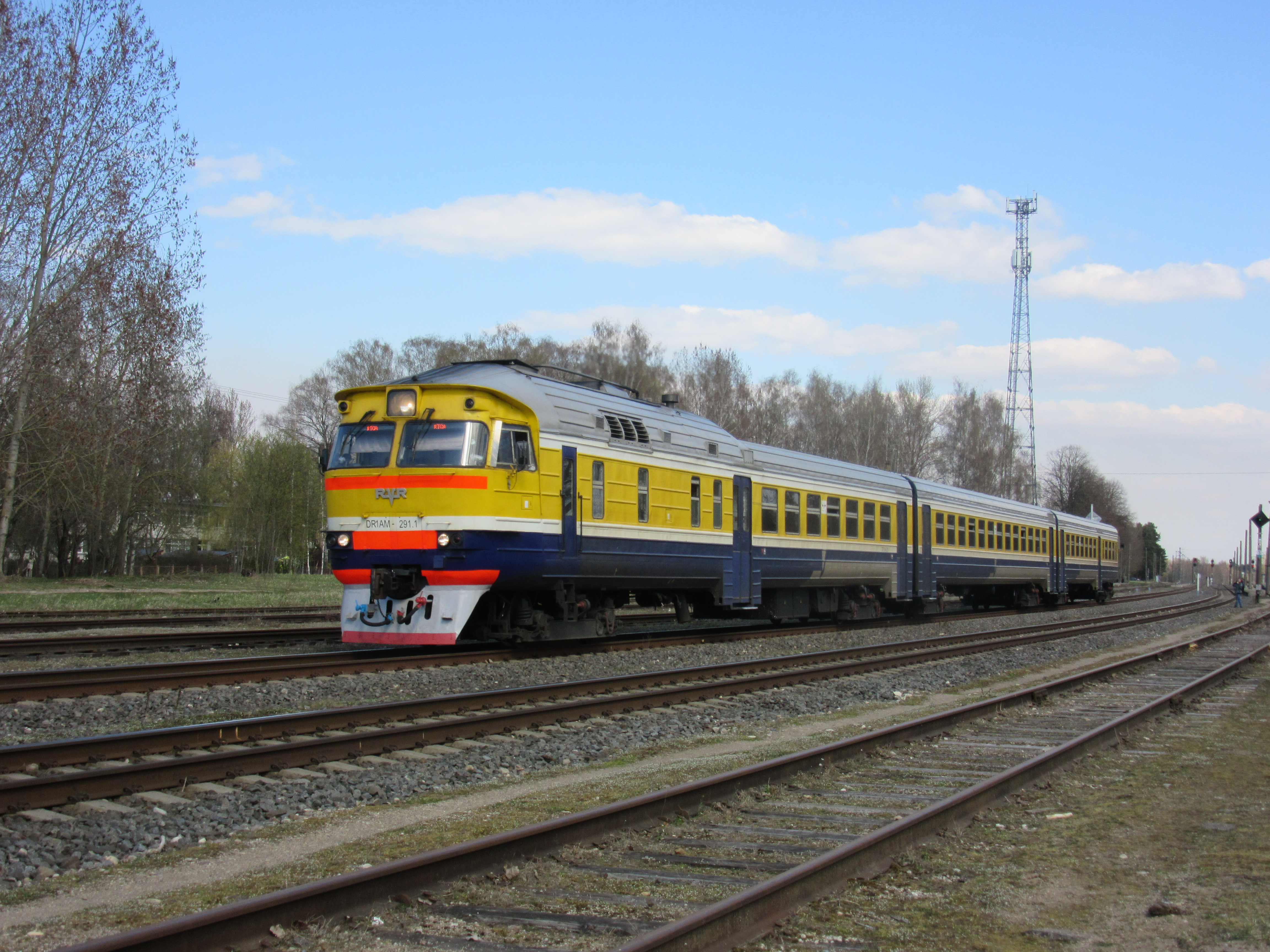
Трёхвагонная секция поезда ДР1АМ-291

#### Литва
Аналогичные укороченные составы модернизированных ДР1А появились в то же время и в Литве. Некоторые модернизированные составы получили обозначение ДР1АМв (лит. DR1AMv).
На экспорт в Литву российское ОАО «Метровагонмаш» поставляло рельсовые автобусы серии РА2. Была выбрана модель 750.05-20 для РЖД; при постройке версия была адаптирована для Литовских железных дорог (лит. Lietuvos geležinkeliai, или LG). Поставлено четыре двухвагонных состава (РА2-033, −034, −037, −039) постройки 2008 года были .
Также в 2008 году LG разместили заказ на рельсовые автобусы серии 620М для обслуживания пригородных линий с низкой интенсивностью движения.
2 октября 2008 года в Вильнюсе было запущено сообщение 620М между железнодорожным вокзалом и аэропортом.
В 2009 году эти автомотрисы (на LG используется этот термин) обслуживали также сообщения Вильнюс — Шештокай, Радвилишкис — Мажейкяй и Шяуляй — Рокишкис. Эти новые вагоны позволили прекратить эксплуатацию дизель-поездов Д1.

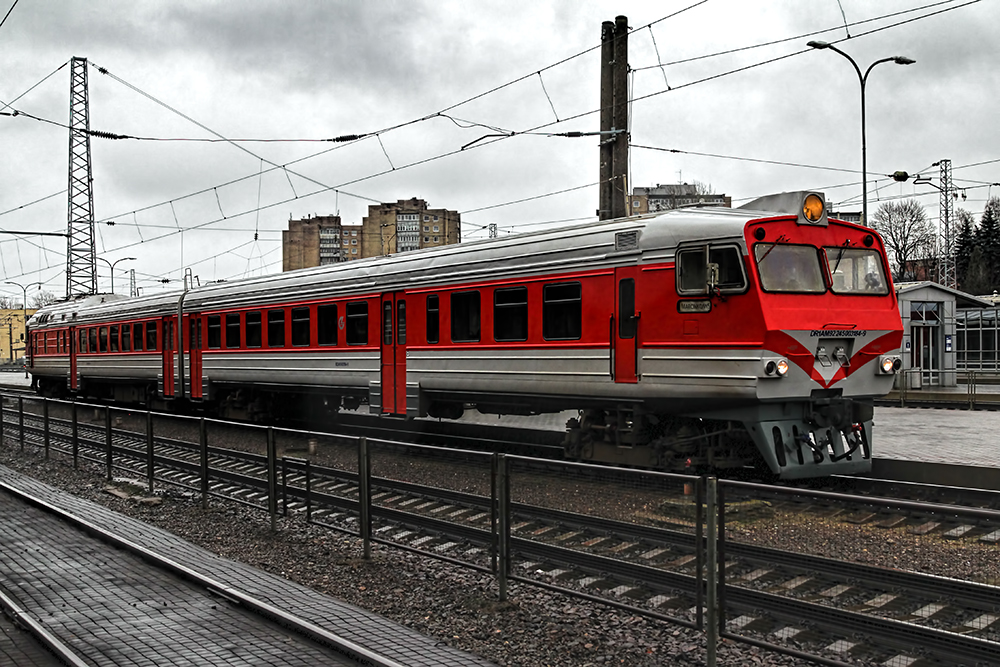
Двухвагонная секция поезда ДР1АМв. Вид на переоборудованный прицепной вагон
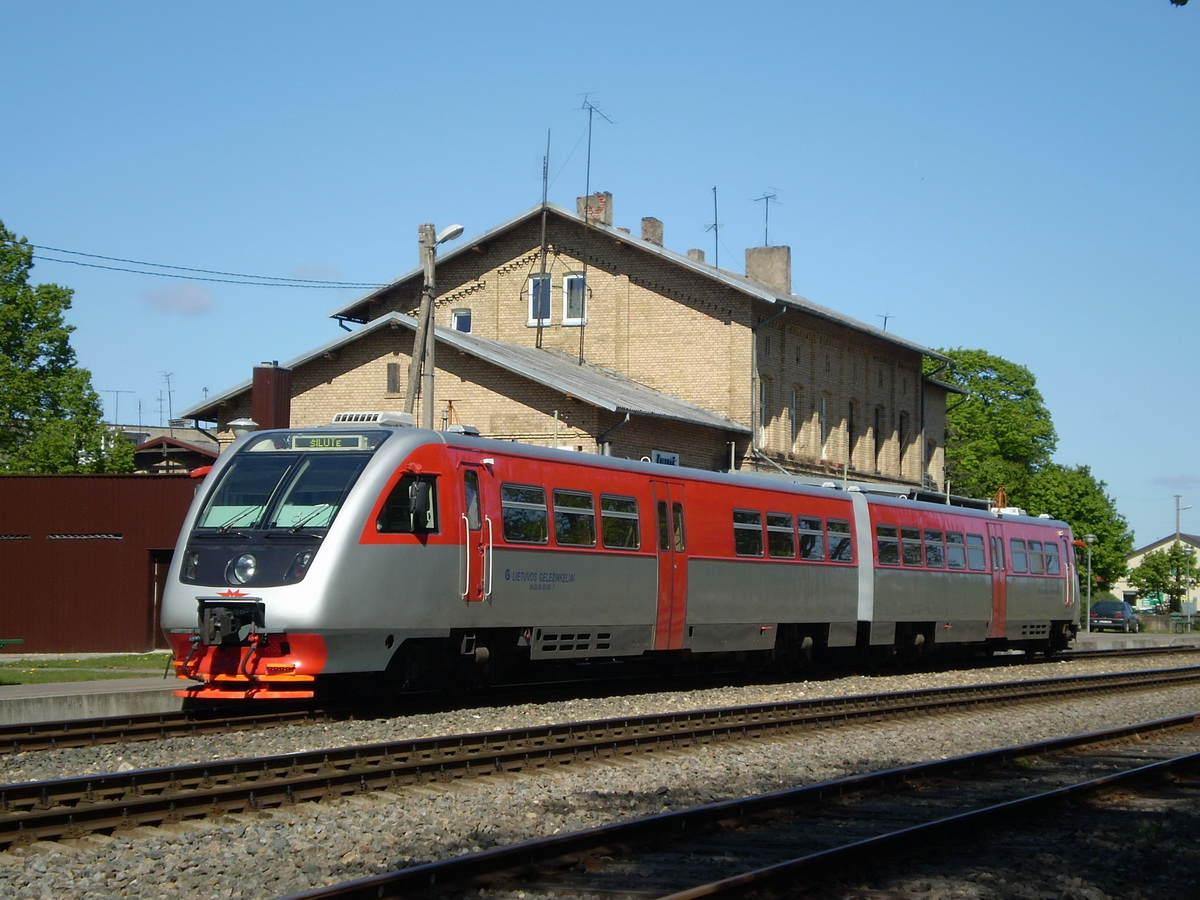
Двухвагонный рельсовый автобус РА2-034
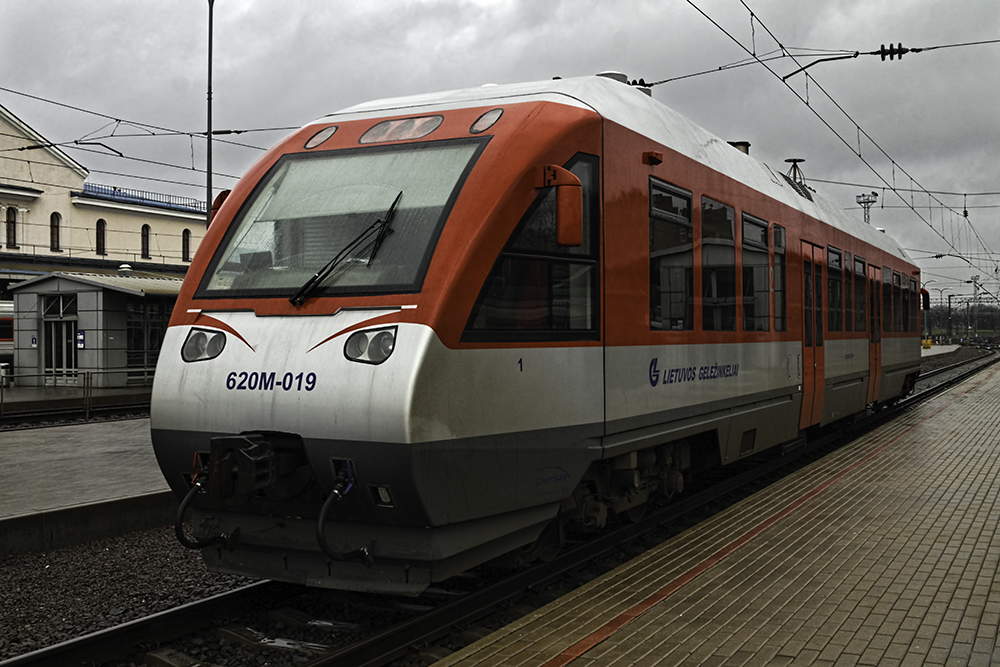
Автомотриса (рельсовый автобус) 620M-019

### Северная Америка

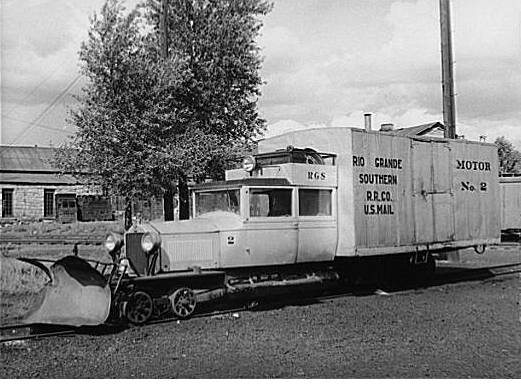
Рельсовый автобус Galloping Goose на железной дороге Rio Grande Southern (США)
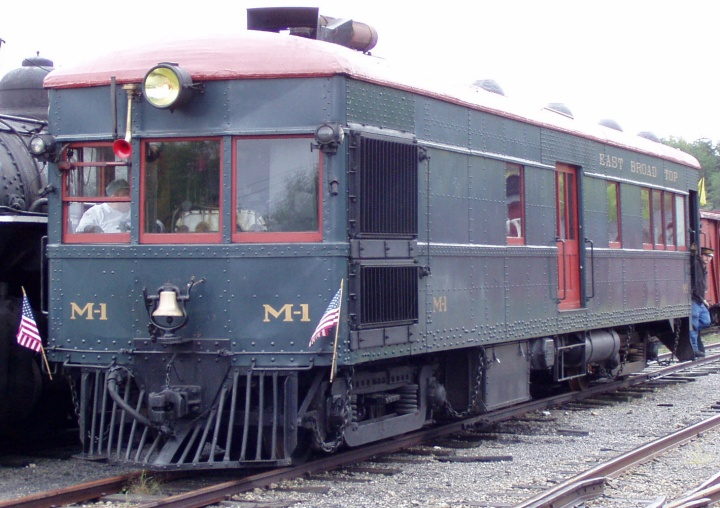
Рельсовый автобус М-1 на узкоколейной железной дороге East Broad Top (США)
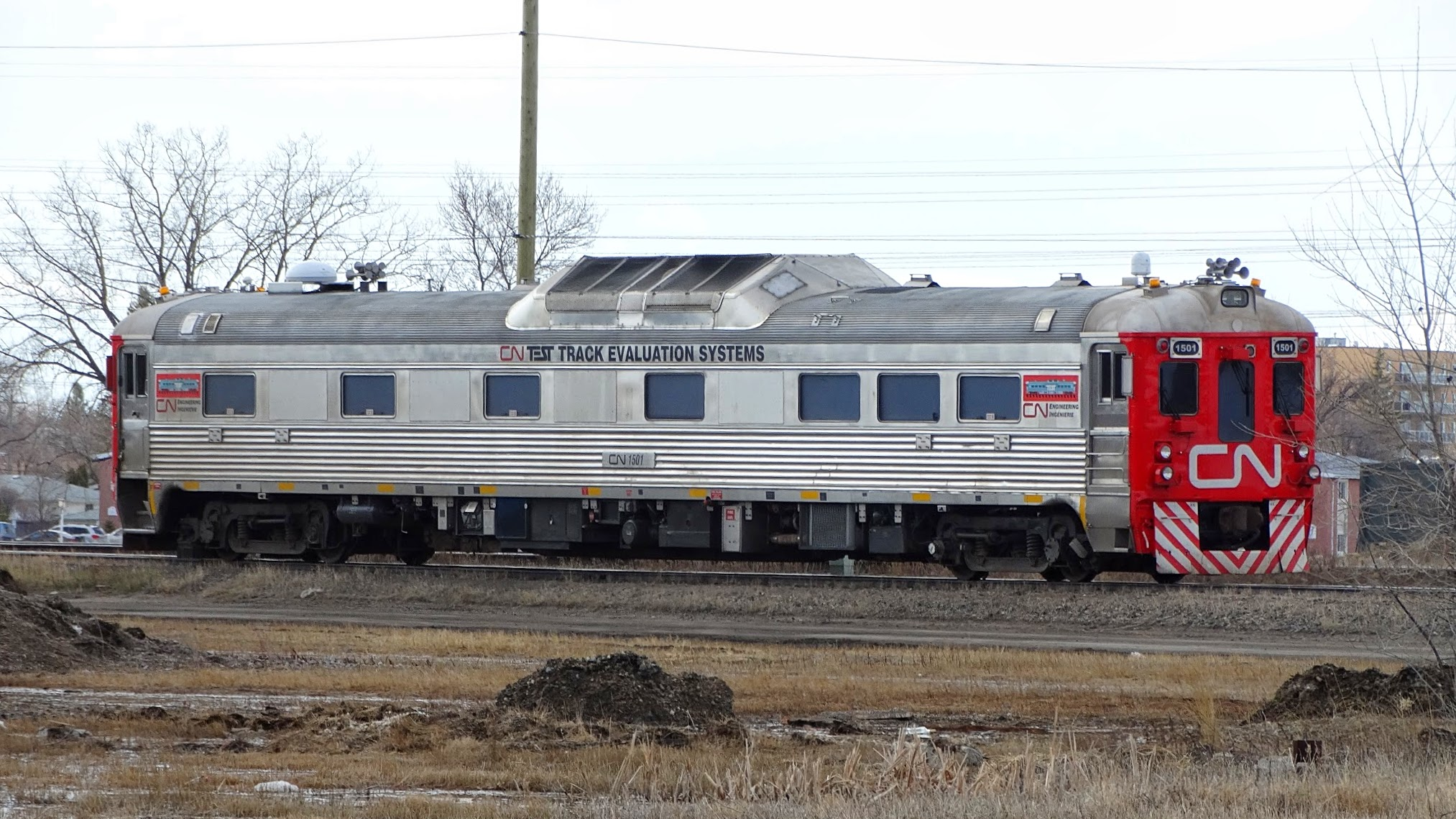
Рельсовый автобус железной дороги Canadian National Railway (CN, Канада)

### Европа

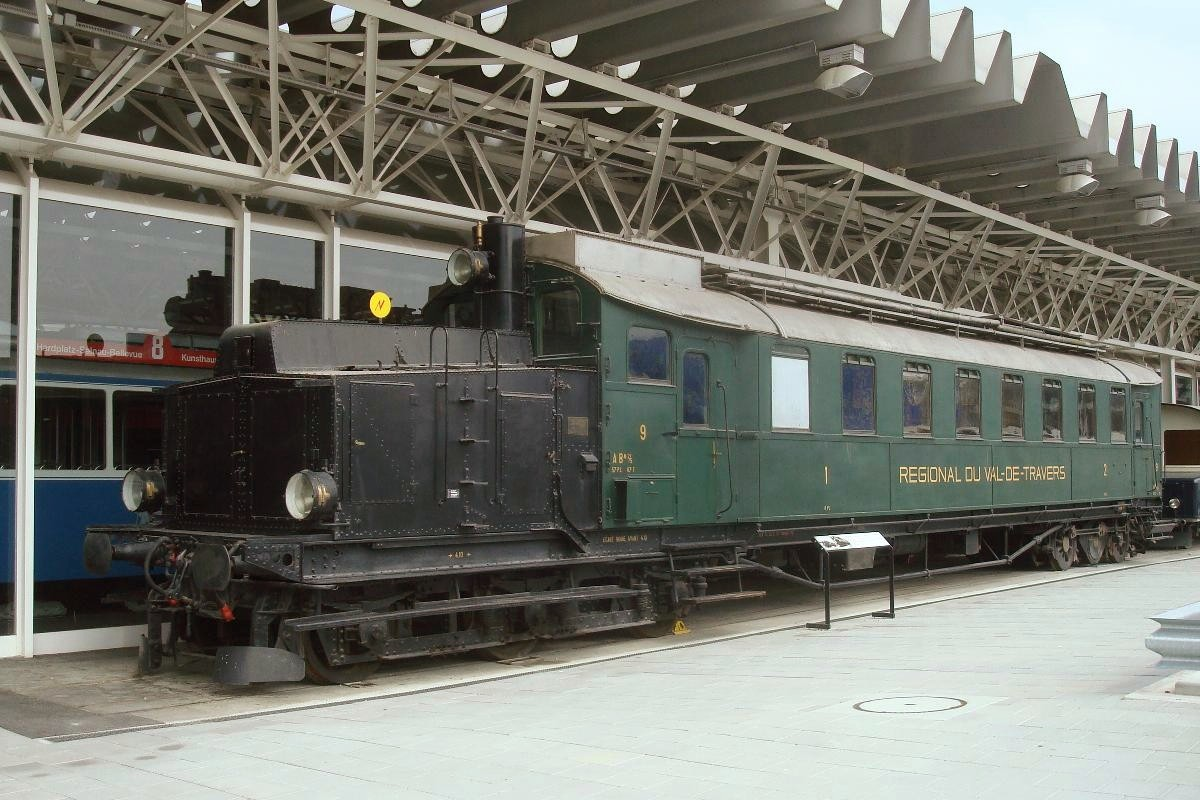
Рельсовый автобус серии ABm 2/5 9 (ранее BCm 2/5 9) оператора Régional du Val-de-Travers (RVT, Швейцария) — одна из первых дизельных машин с электрической передачей
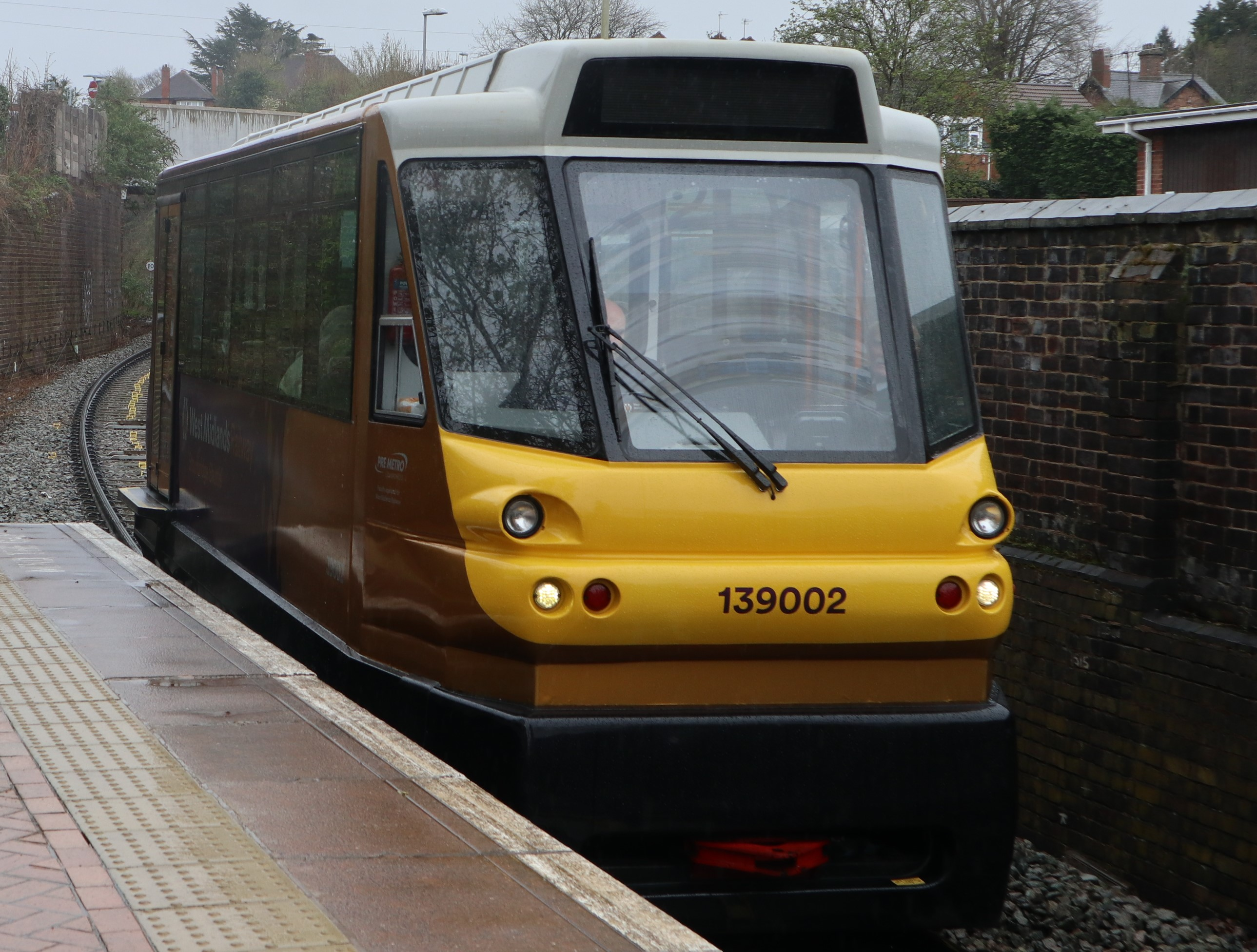
Рельсовый автобус серии 139 оператора British Rail (BR, Великобритания)
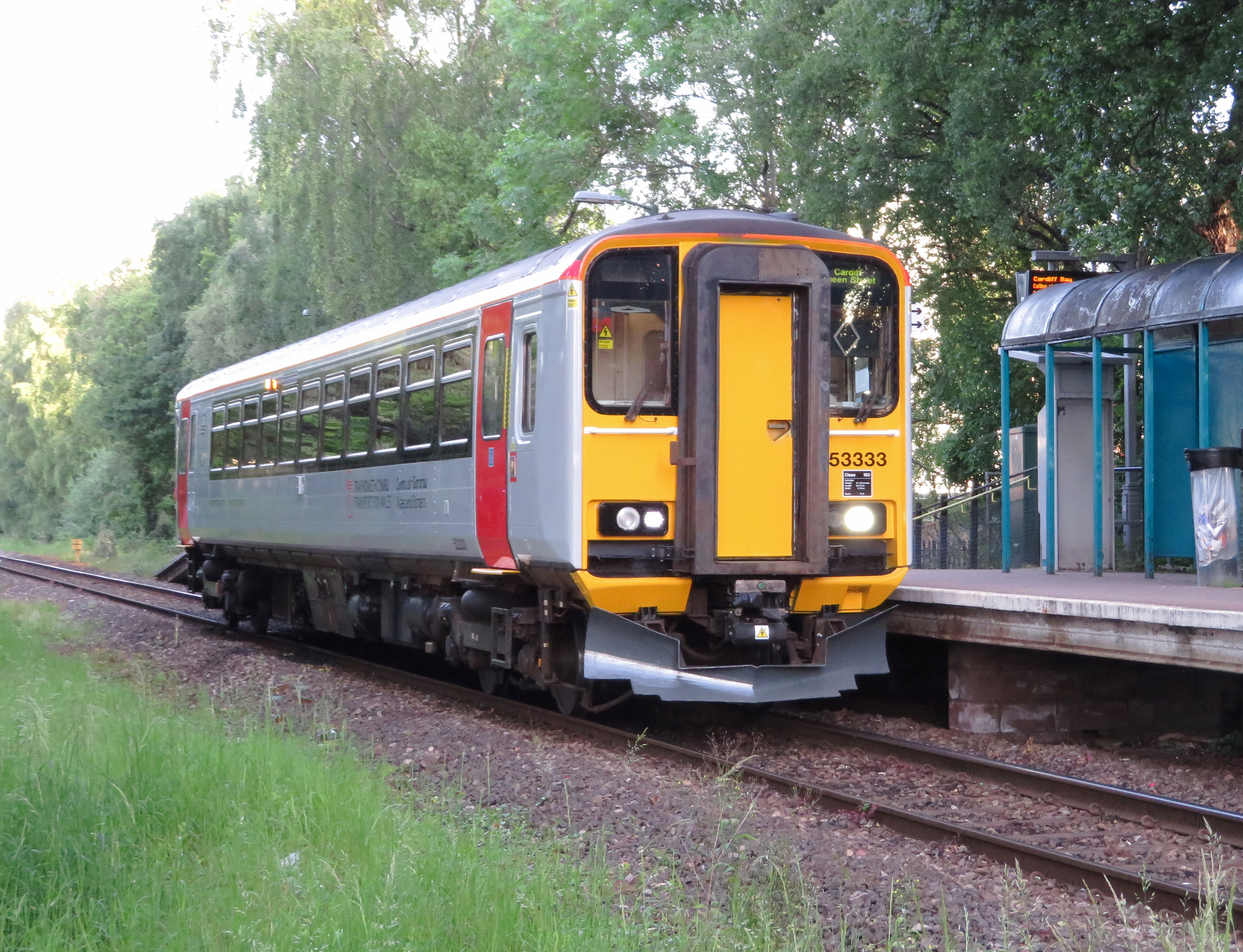
Рельсовый автобус серии 153 оператора British Rail (BR, Великобритания) — получен разделением и доработкой двухвагонного дизель-поезда серии 155

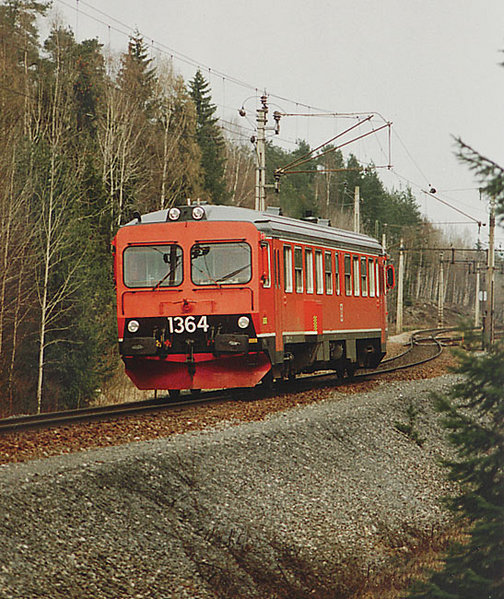
Рельсовый автобус Y1-1364 на железной дороге Statens Järnvägar (SJ, Швеция)
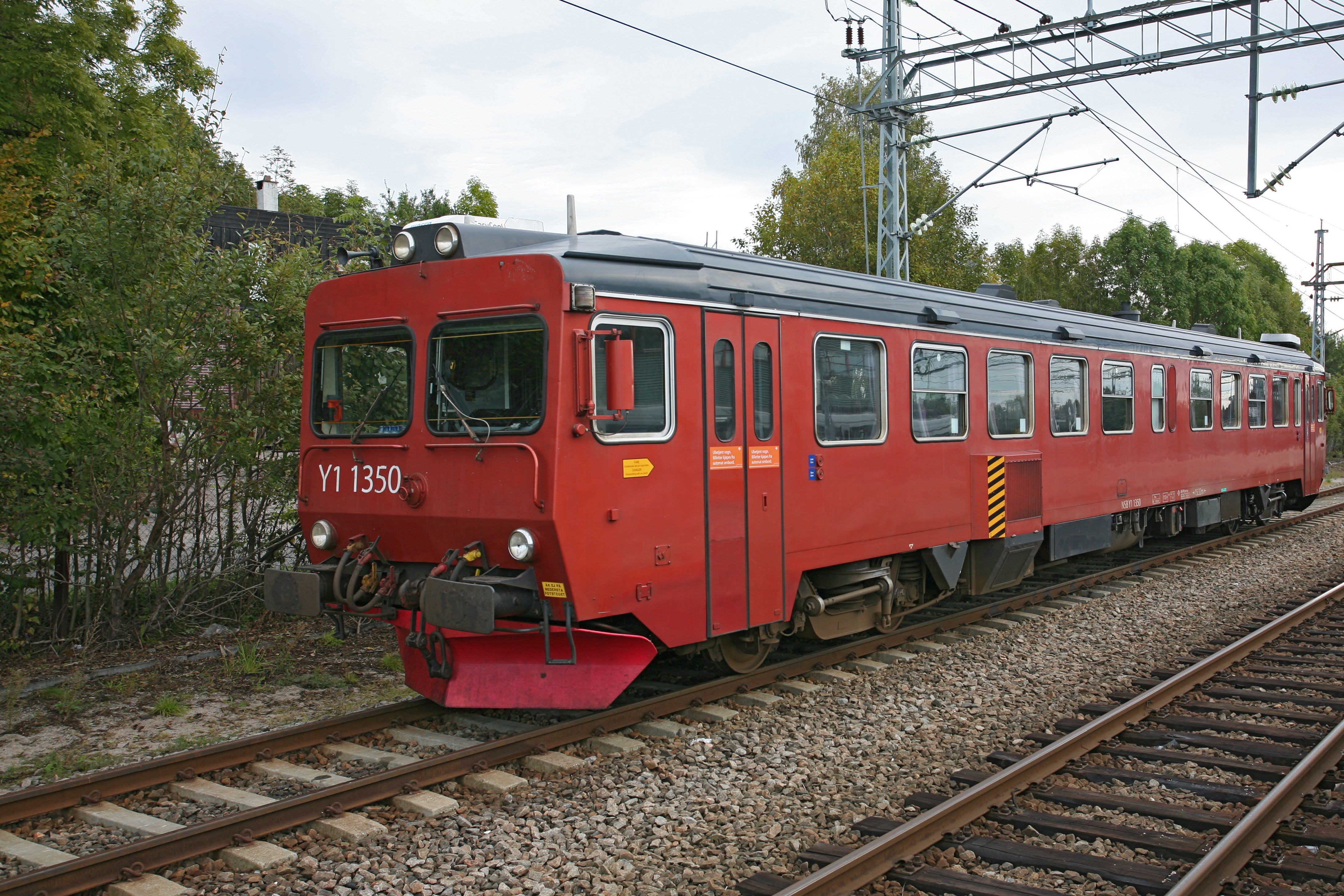
Рельсовый автобус Y1-1350 на железной дороге Norges Statsbaner (NSB, Норвегия)
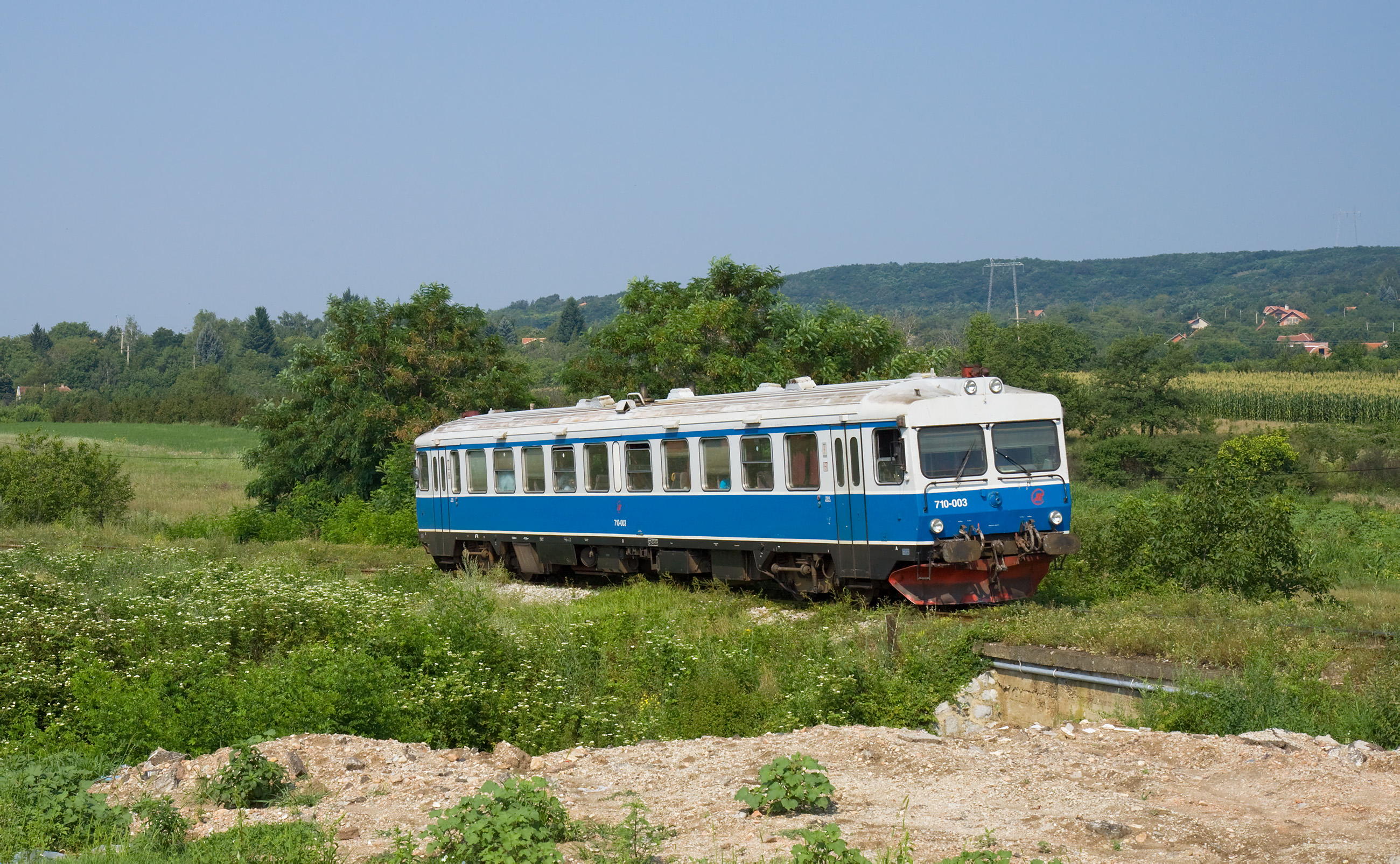
Рельсовый автобус 710-003 железных дорог Железнице Србије (ЖС, Сербия), бывшая Y1-1339 шведского оператора SJ
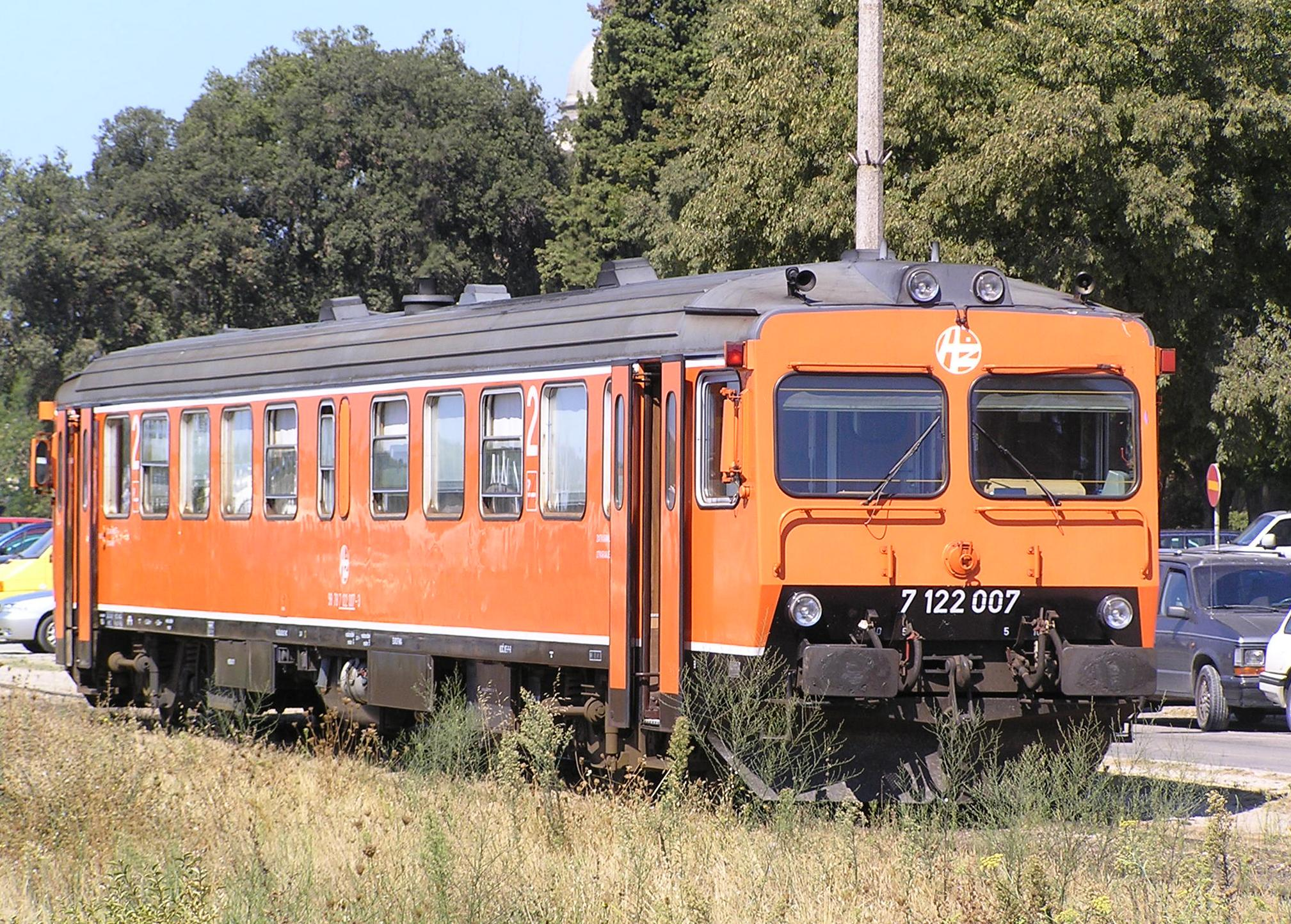
Рельсовый автобус 7122-007 железных дорог Hrvatske željeznice (HŽ, Хорватия), бывшая Y1 шведского оператора SJ

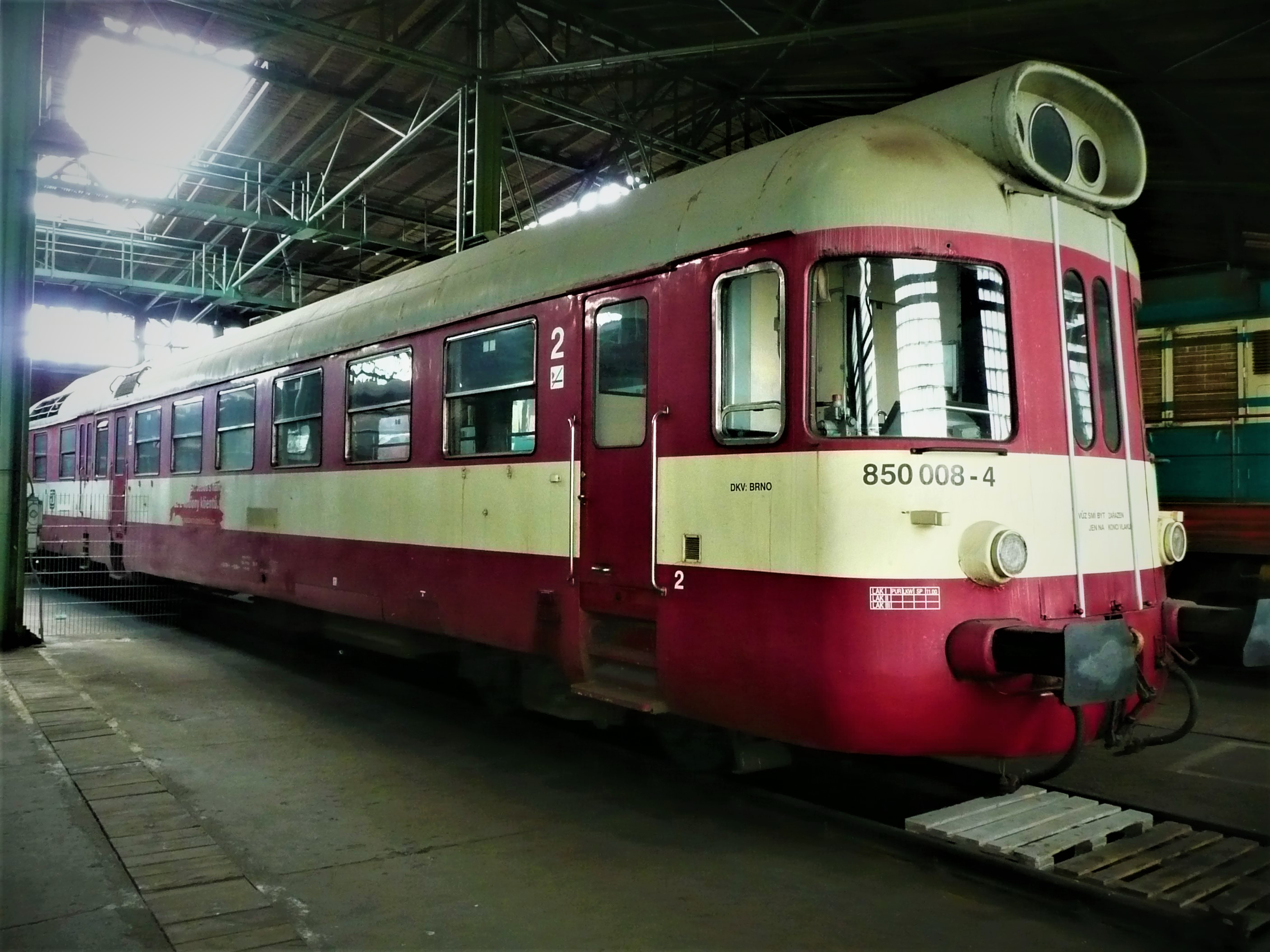
Рельсовый автобус серии 850 (ранее M286.0) в Чехии
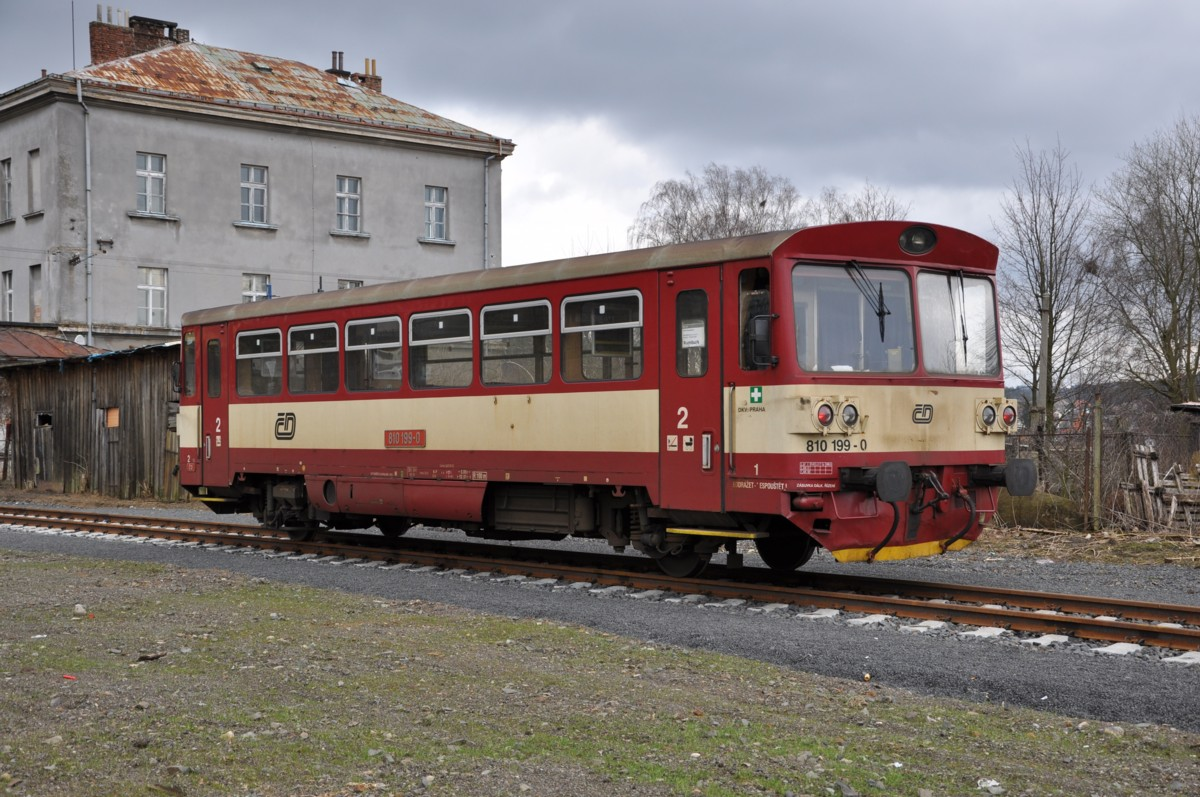
Рельсовый автобус серии 810 (ранее M152.0) оператора České dráhy (ČD, Чехия)
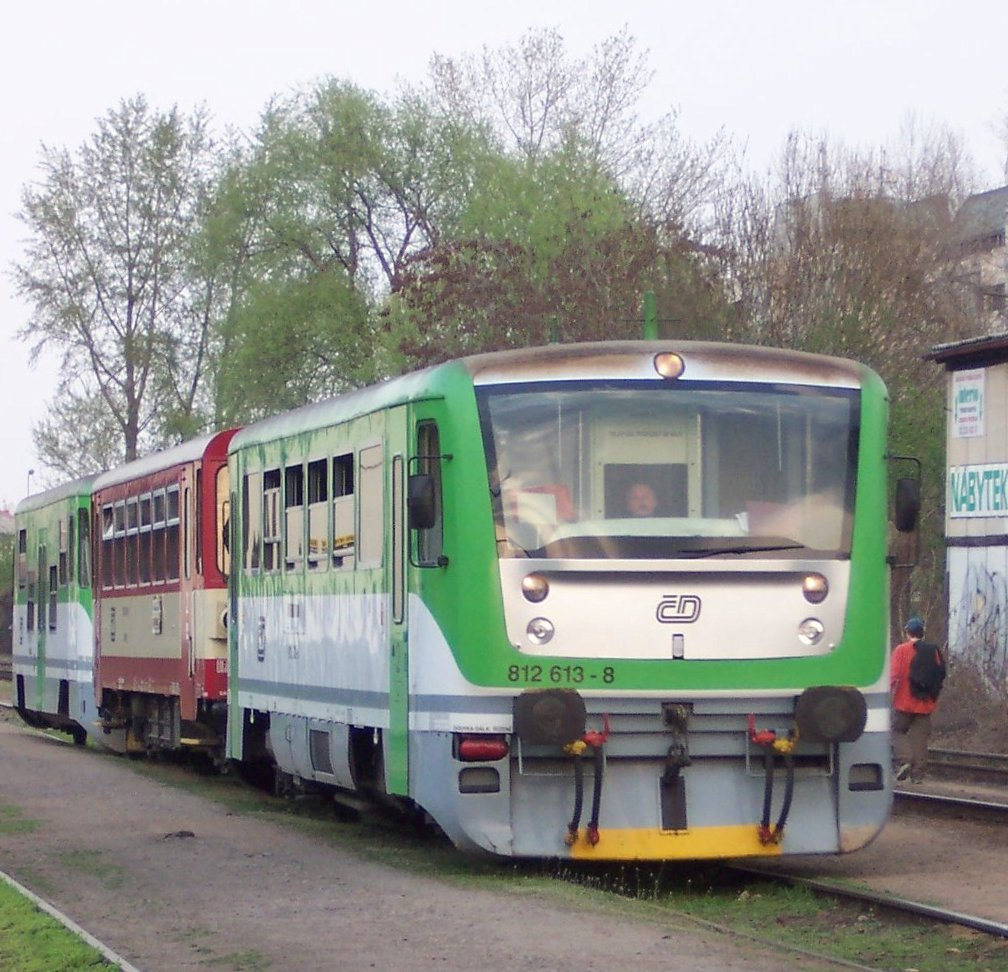
Рельсовый автобус серии 812 оператора ČD (Чехия) — глубокая модернизация серии 810

### Азия

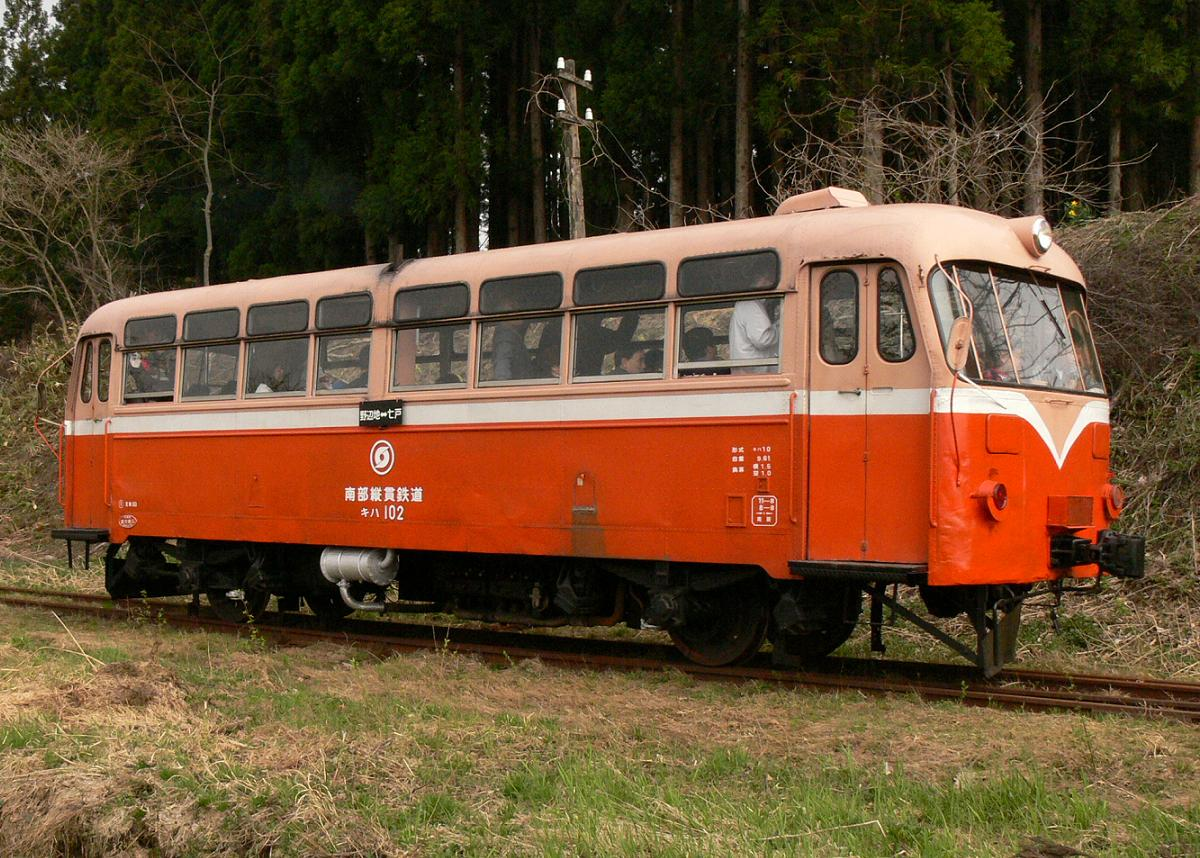
Рельсовый автобус серии Киха 102 в Японии
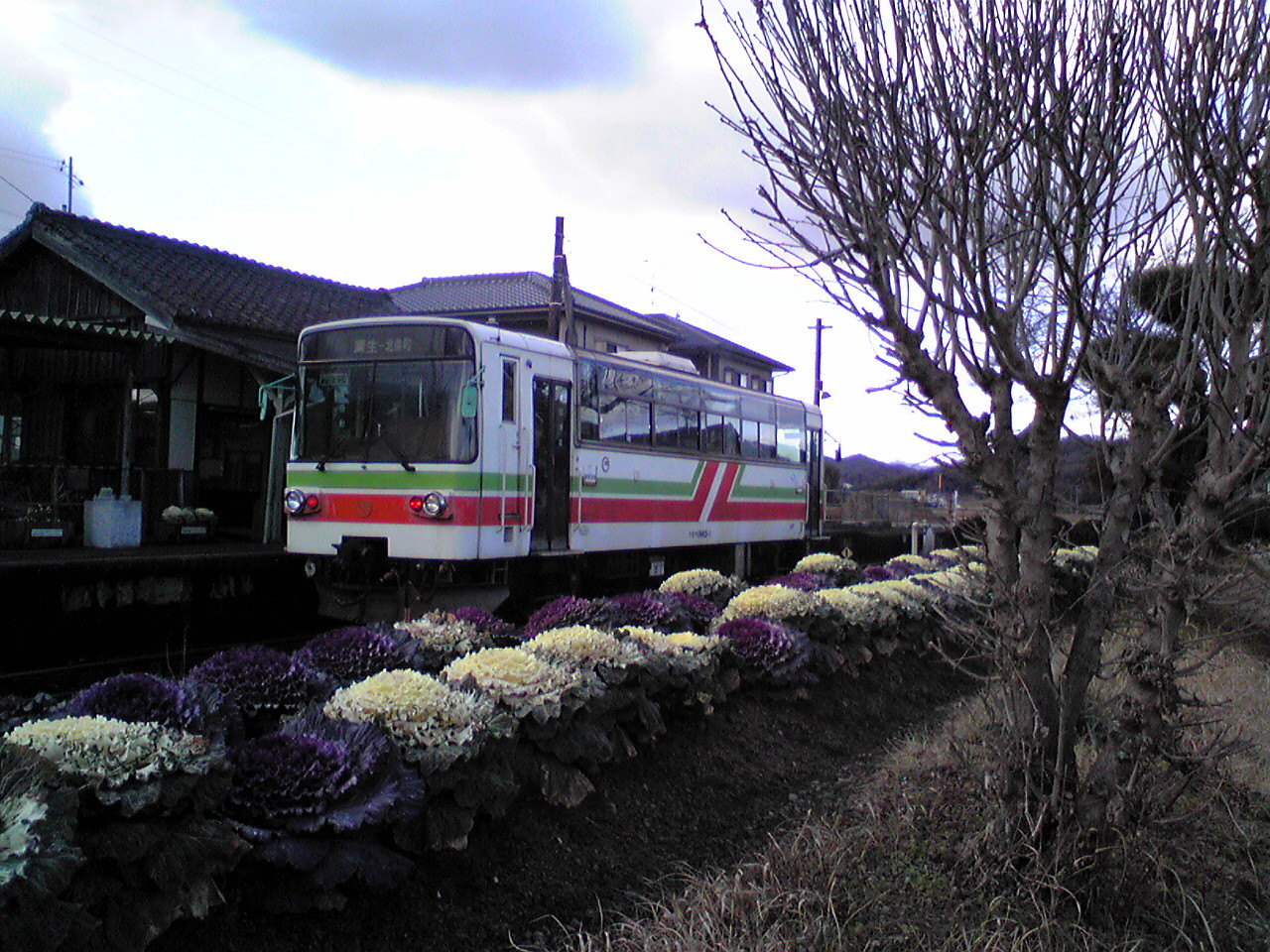
Рельсовый автобус серии 1985 в Японии